# Arnold Jung Lokomotivfabrik

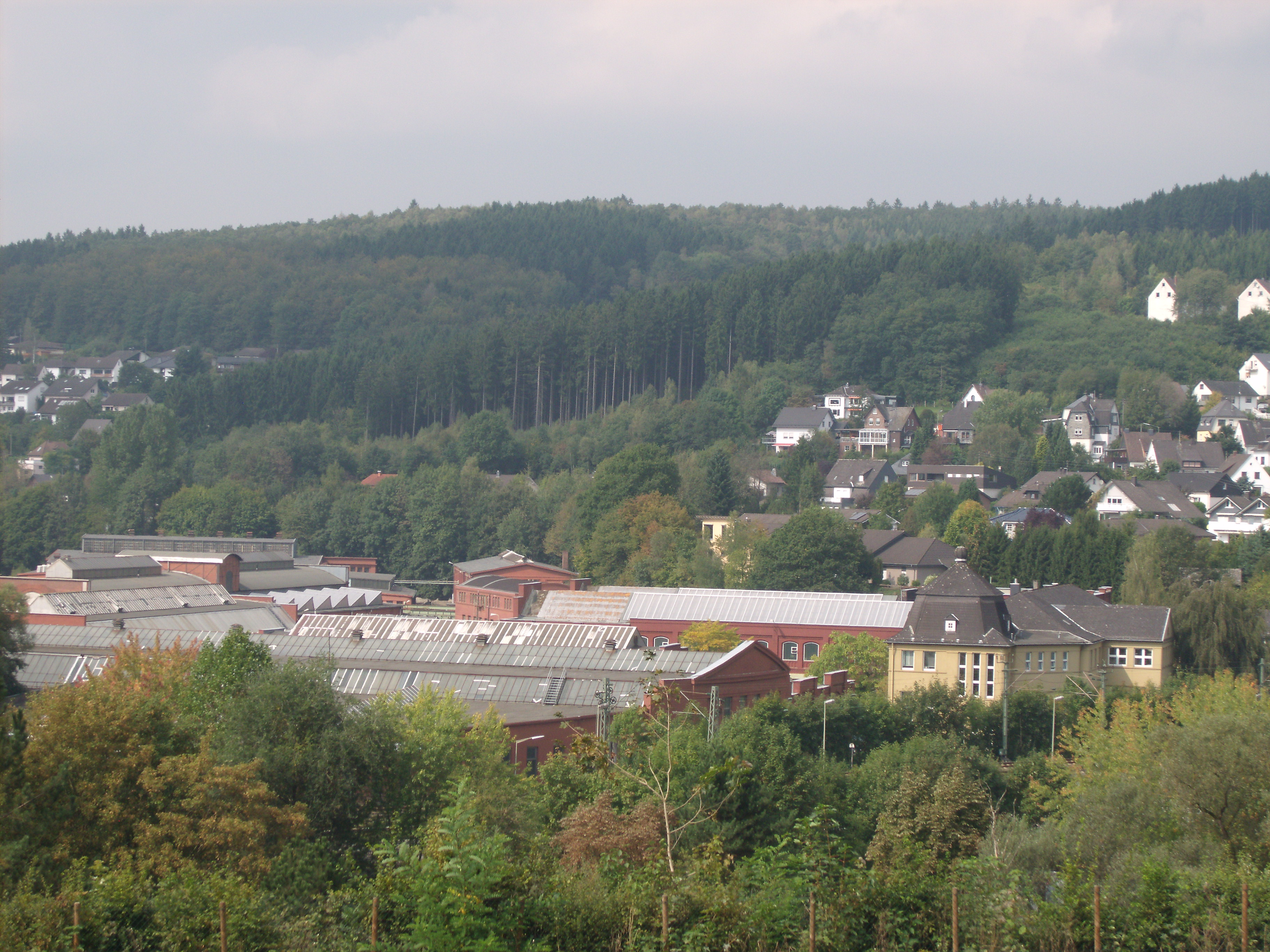
Blick über einen Teil der Werkhallen

Die Arnold Jung Lokomotivfabrik war ein Hersteller von Lokomotiven, besonders für Feldbahnen, im Ortsteil Jungenthal von Kirchen (Sieg).

## Geschichte

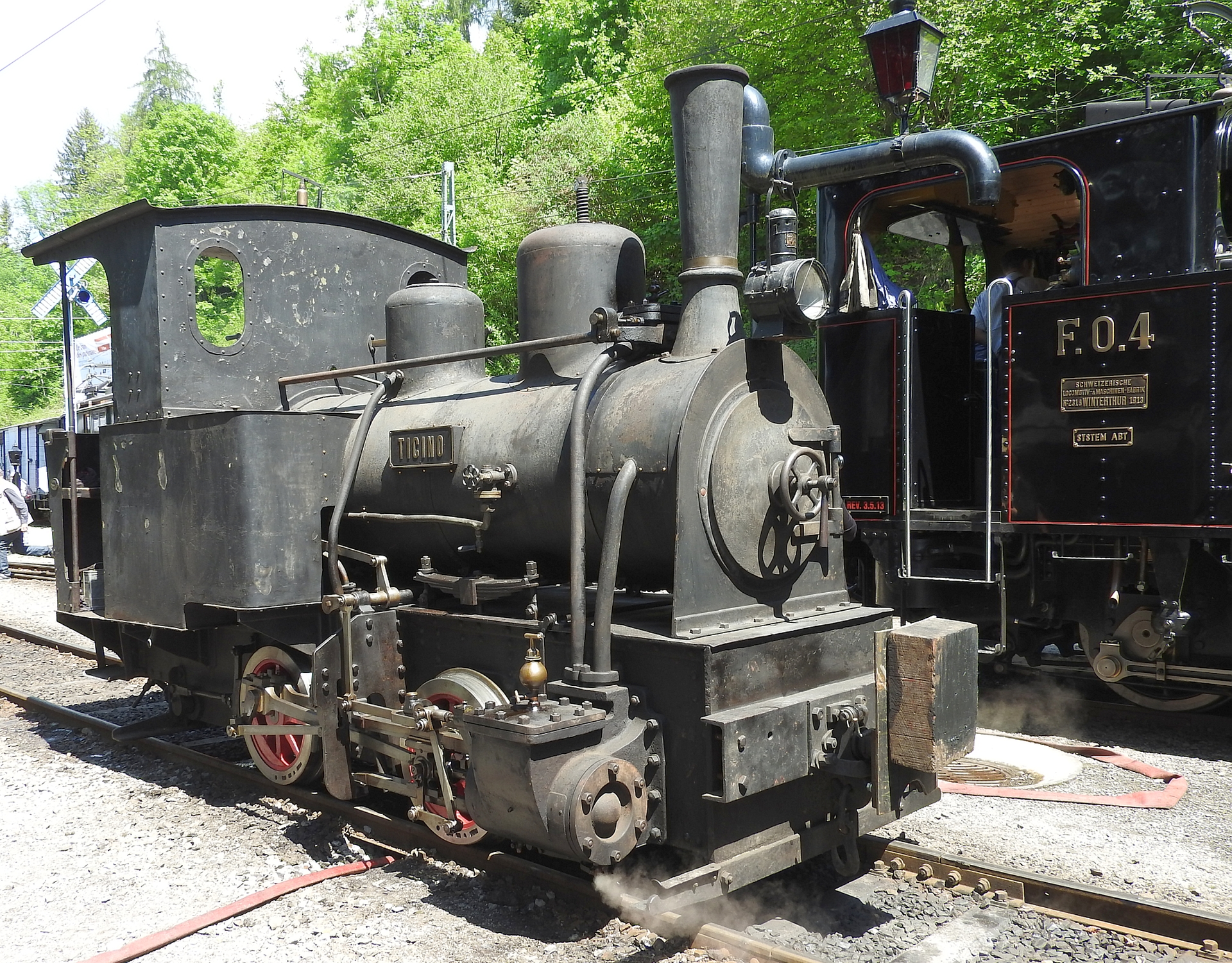
Die Lokomotive TICINO, hier bei der Museumsbahn Blonay–Chamby, ist die älteste erhaltene Jung-Lokomotive

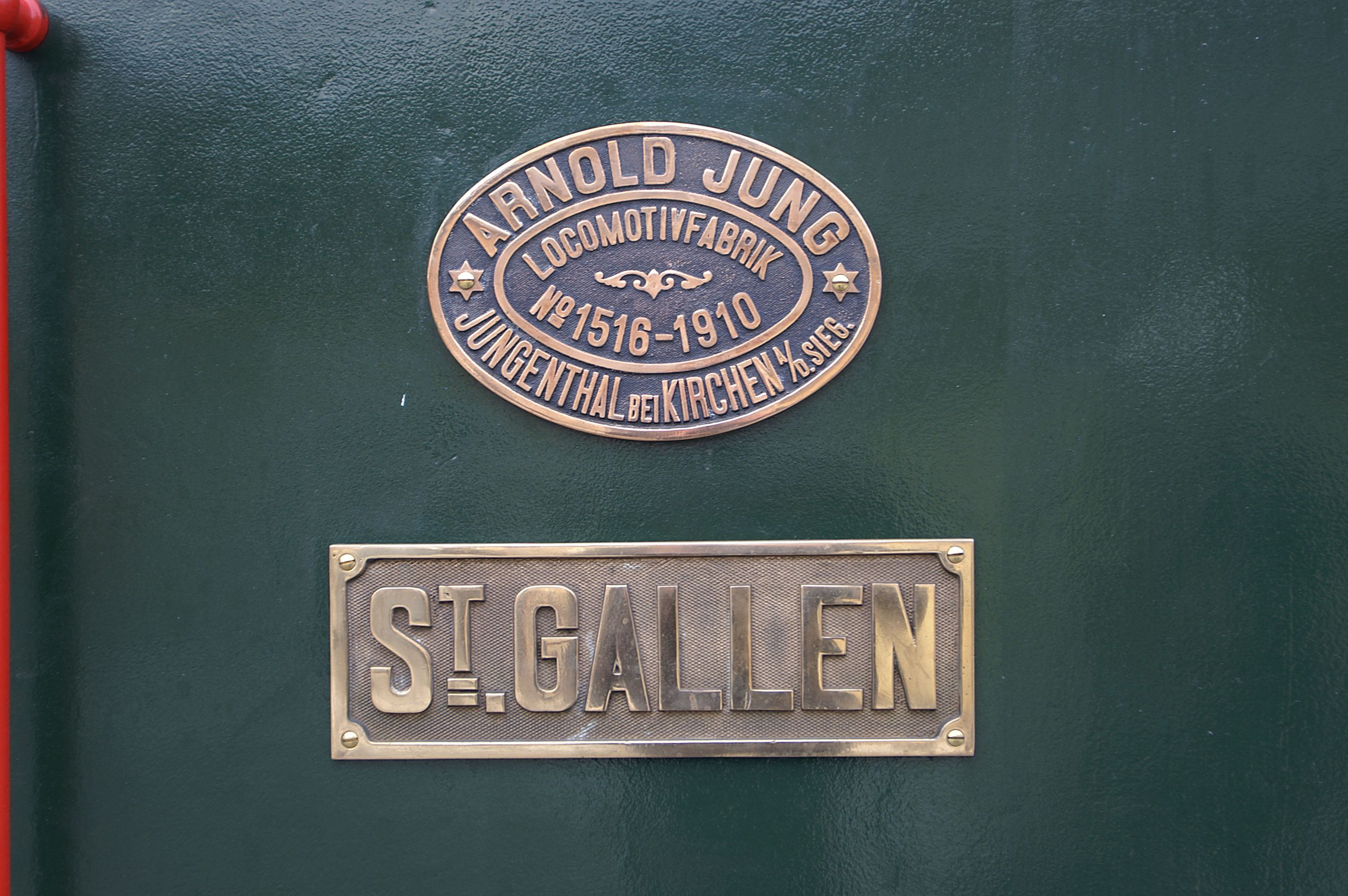
Firmenplakette auf einer Dampflok

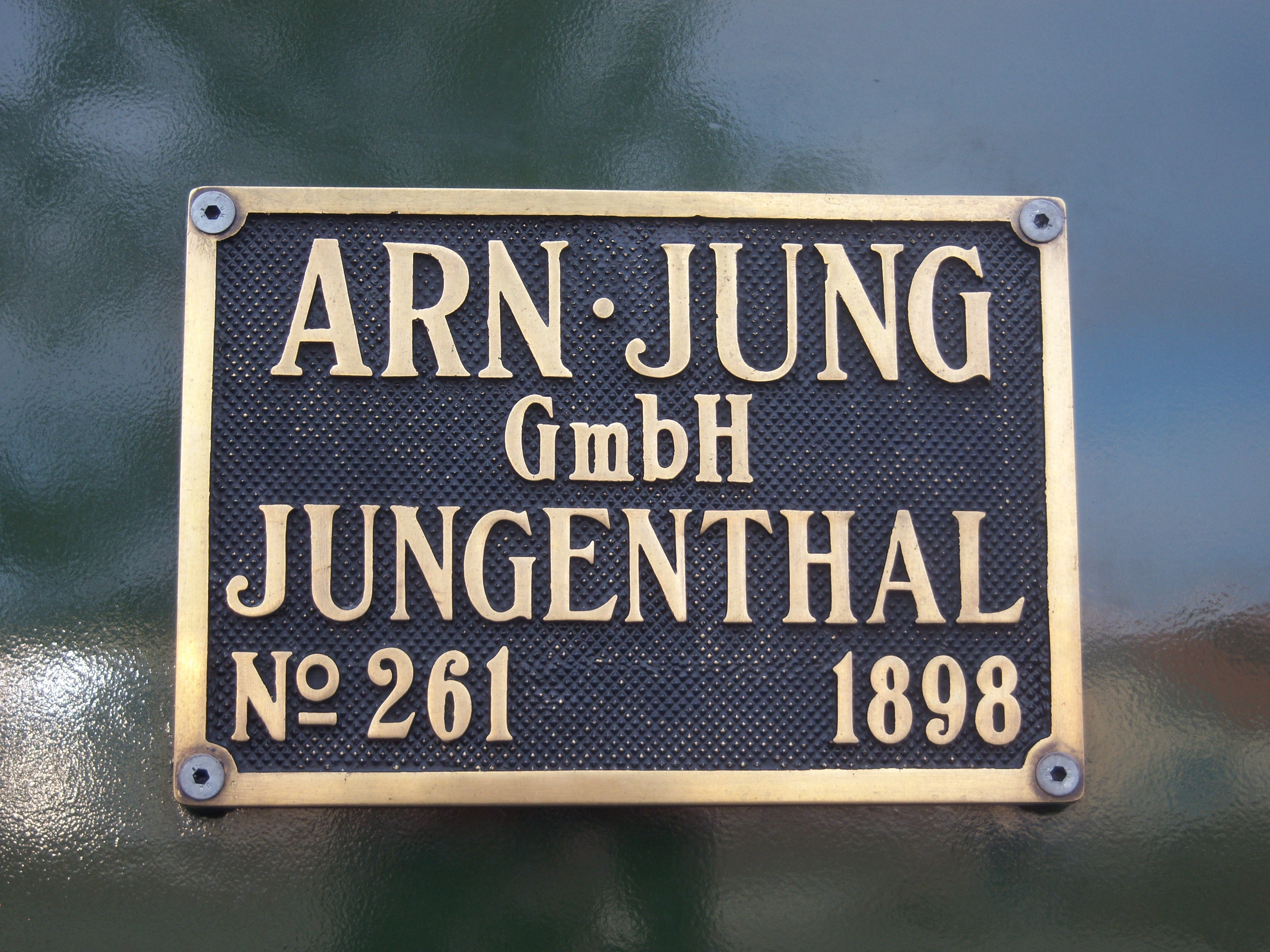
Fabrikschild der Malletlok 99 5902 der HSB

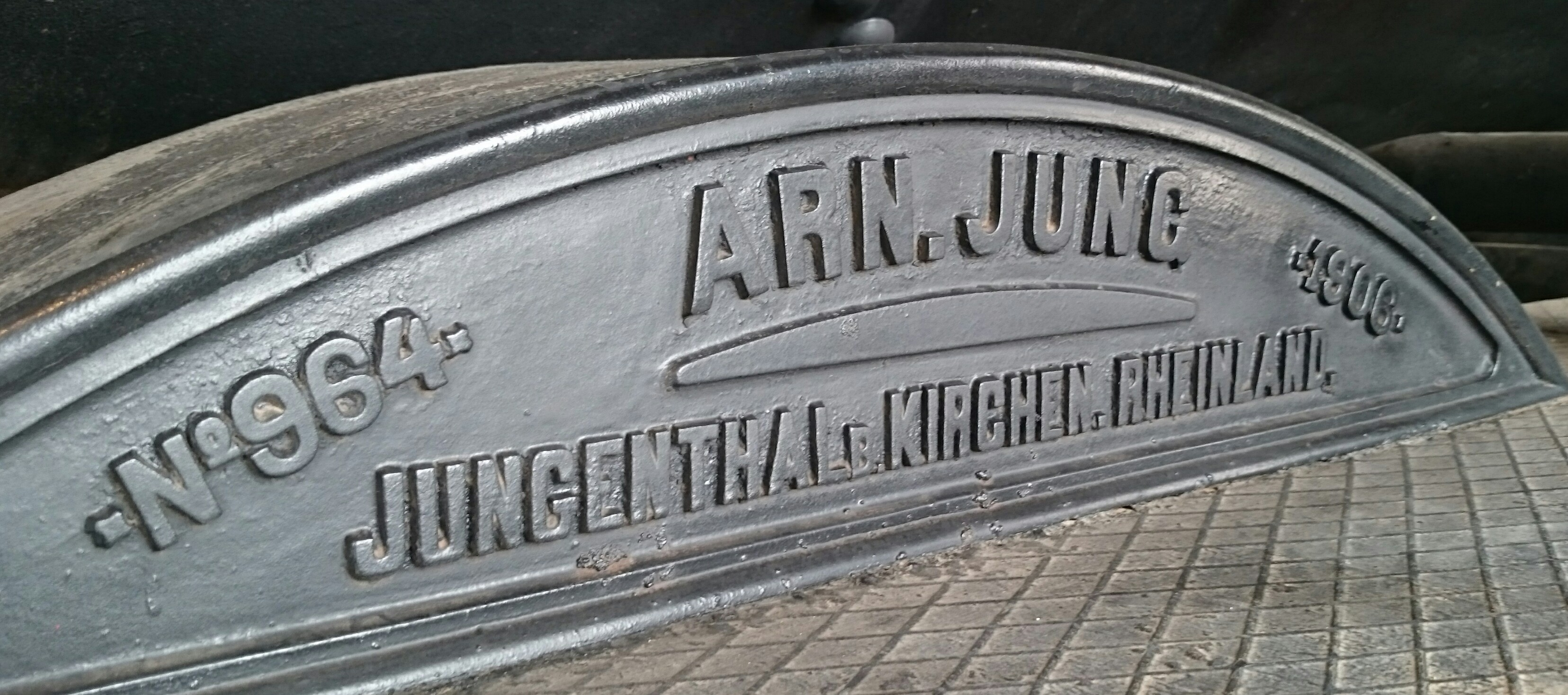
Firmenplakette der Dampflok 964 der Hedschasbahn in Mada'in Salih

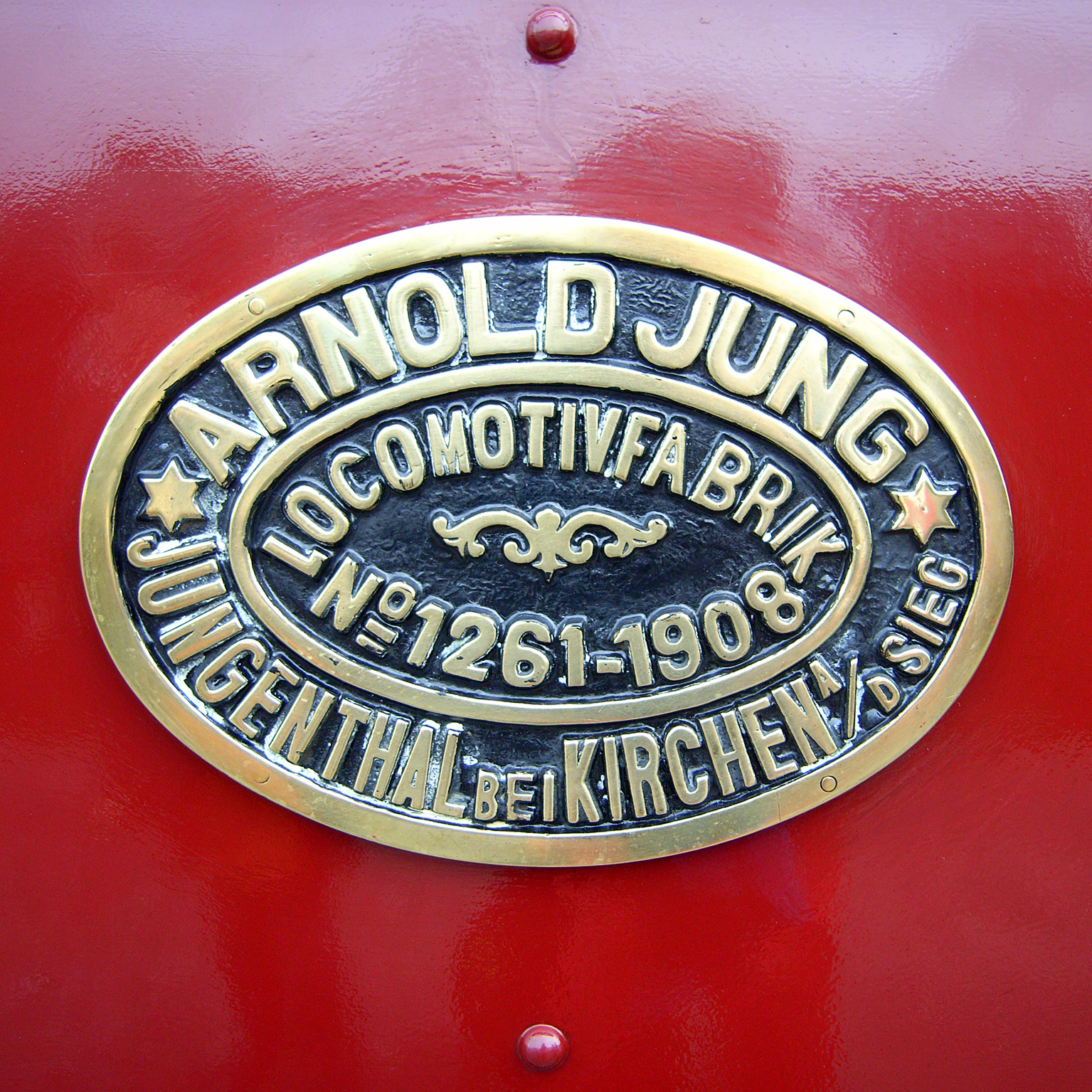
Firmenplakette der No. 1261 der
GRAF SCHWERIN-LÖWITZ

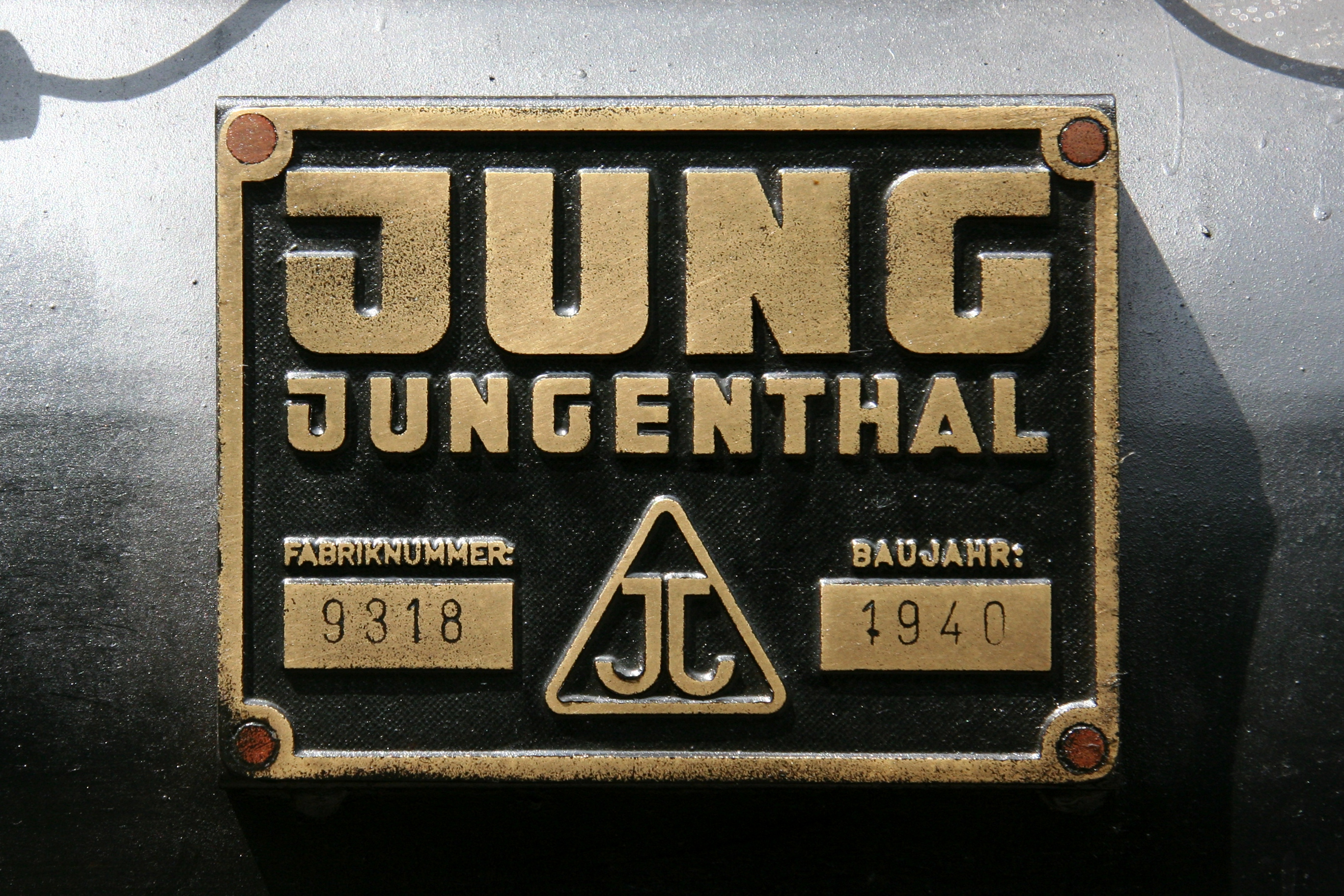
Plakette an Lokomotive Nr. 9318 von 1940

Gegründet wurde die Firma als Jung & Staimer OHG am 13. Februar 1885 von Arnold Jung und Christian Staimer. Am 3. September 1885 wurde die erste Lokomotive ausgeliefert. 1913 erfolgte die Umbenennung in Arnold Jung Lokomotivfabrik GmbH, Jungenthal. 1976 wurde die Lokomotivproduktion zugunsten anderer Produkte wie Werkzeugmaschinen, Transportwagen, Panzerplatten, Kräne und Brückenausleger aufgegeben.
Die Produktion wurde am 30. September 1993 eingestellt, das Werk geschlossen. Die Jung-Jungenthal GmbH besteht jedoch weiterhin als „Jungenthal Wehrtechnik GmbH“, diese gehört seit 2007 zum Flensburger Fahrzeugbau. Auf dem Freigelände neben der Lokfabrik steht heute ein Lebensmitteldiscounter.
Insgesamt wurden mehr als 12.000 Lokomotiven gefertigt – unter anderem 1959 mit der 23 105 die letzte an die DB gelieferte Neubaudampflok – dazu noch Dampfkessel für andere Einsatzzweige wie Straßenwalzen.

## Schmalspurige Fahrzeuge

### Dampflokomotiven

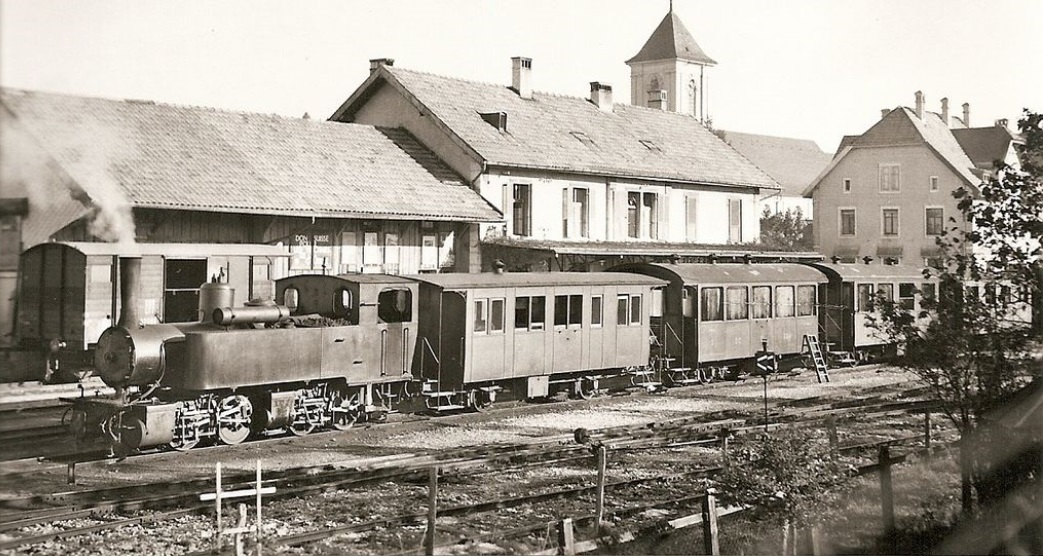
Zug des SC mit Mallet-Lokomotive G 2x2/2 Nr. 4 in Saignelégier, um 1940

- Die TICINO (Fabriknummer 59) (in Privatbesitz) wurde 1889 gebaut und als Lok 2 vom Consorzio Correzione del Fiume Ticino in Bellinzona erworben. Die zweiachsige Lokomotive hat eine Spurweite von 1000 mm, sie wiegt 6,5 t, ist 4500 mm lang und leistet 50 PS.
- Bröltalbahn Nr. 6 bis 13, Baujahre 1891/92
- SC G 2x2/2, Baujahr 1892, Mallet-Lokomotiven für den Chemin de fer Saignelégier–La Chaux-de-Fonds (SC)
- Fabriknummern 129 und 130: 1892 an Fa. R. Dolberg in Rostock geliefert, 1913 nach Island als Loks MINØR und PIONÉR
- Zwischen 1896 und 1950 erhielt die Schmalspur-Werkbahn der Westfalenhütte mindestens zwölf B-gekuppelte Jung-Loks für die Spurweite 800 mm
- KEJ 1–3, Baujahr 1897, Mallet-Lokomotiven für die dänische Privatbahn Kolding–Egtved Jernbane (KEJ)
- 1904/05 lieferte Jung 15 Loks mit der Achsfolge C1, Spurweite 600 mm, an die Otavi Minen- und Eisenbahn-Gesellschaft in Deutsch-Südwestafrika (heute: Namibia)
- 1906/1907 erhielt die Hedschasbahn sieben 1’C-Lokomotiven von Jung, später nochmals zwölf Maschinen mit der Achsfolge 1’D
- Die 1908 für die Mecklenburg-Pommersche Schmalspurbahn (MPSB) gebaute Nr. 5 (Fabriknummer 1261) läuft heute als GRAF SCHWERIN-LÖWITZ bei der 600-mm-Bahn Brecon Mountain Railway in Wales
- Bei der Dienstbahn der Internationalen Rheinregulierung existiert die Lok WIDNAU (vormals ST. GALLEN, Baujahr 1910, Fabriknummer 1516) mit einer Leistung von 70 PS
- Meterspurdampfloks der Treuburger Kleinbahnen, Baujahr 1915, Lok 2293, 2358 und 2359 (nach 1945 PKP)
- PKB Nr. 21 bis 25, Baujahr 1917, Lok 23 beim DEV erhalten
- BHStB IVa5, Baujahr 1923, bei den Jugoslawischen Staatsbahnen (JDŽ bzw. JŽ) als Baureihe 83 bezeichnet
- Basalt AG Linz, 8301, Baujahr 1939 (vorhanden im RSE-Museum Asbach)
- Kerkerbachbahn 16, Baujahr 1942
- Rhein-Sieg-Eisenbahn 53, Baujahr 1944 (vorhanden im RSE-Museum Asbach)
- Klöckner Hütte Nr. 19 bis 21, Baujahr 1956

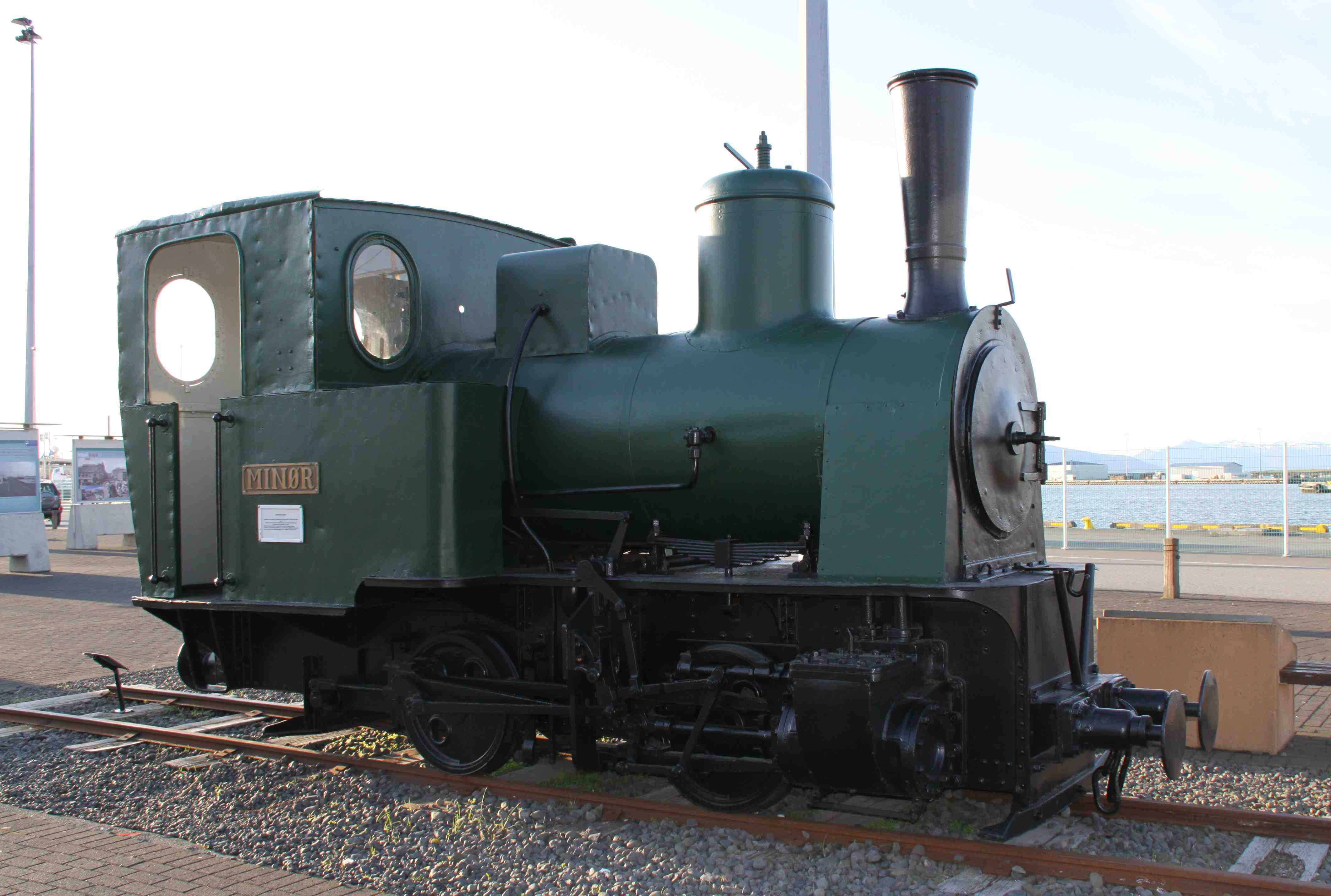
Lok MINØR (Baujahr 1892, Fabriknr. 129) als Denkmal in Reykjavík
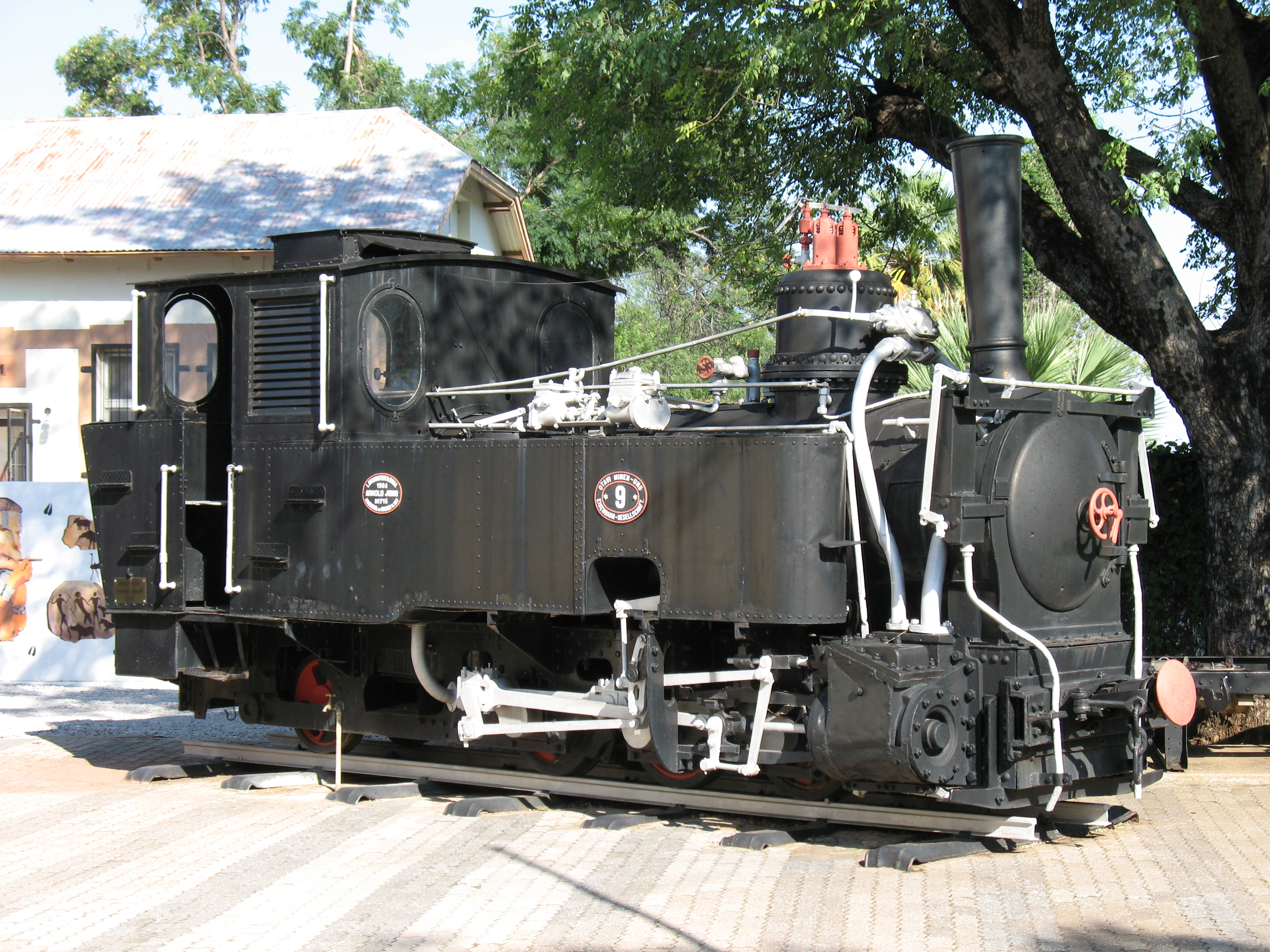
Jung-Lokomotive (Baujahr 1905) mit der Achsfolge C1 in Tsumeb (Namibia)
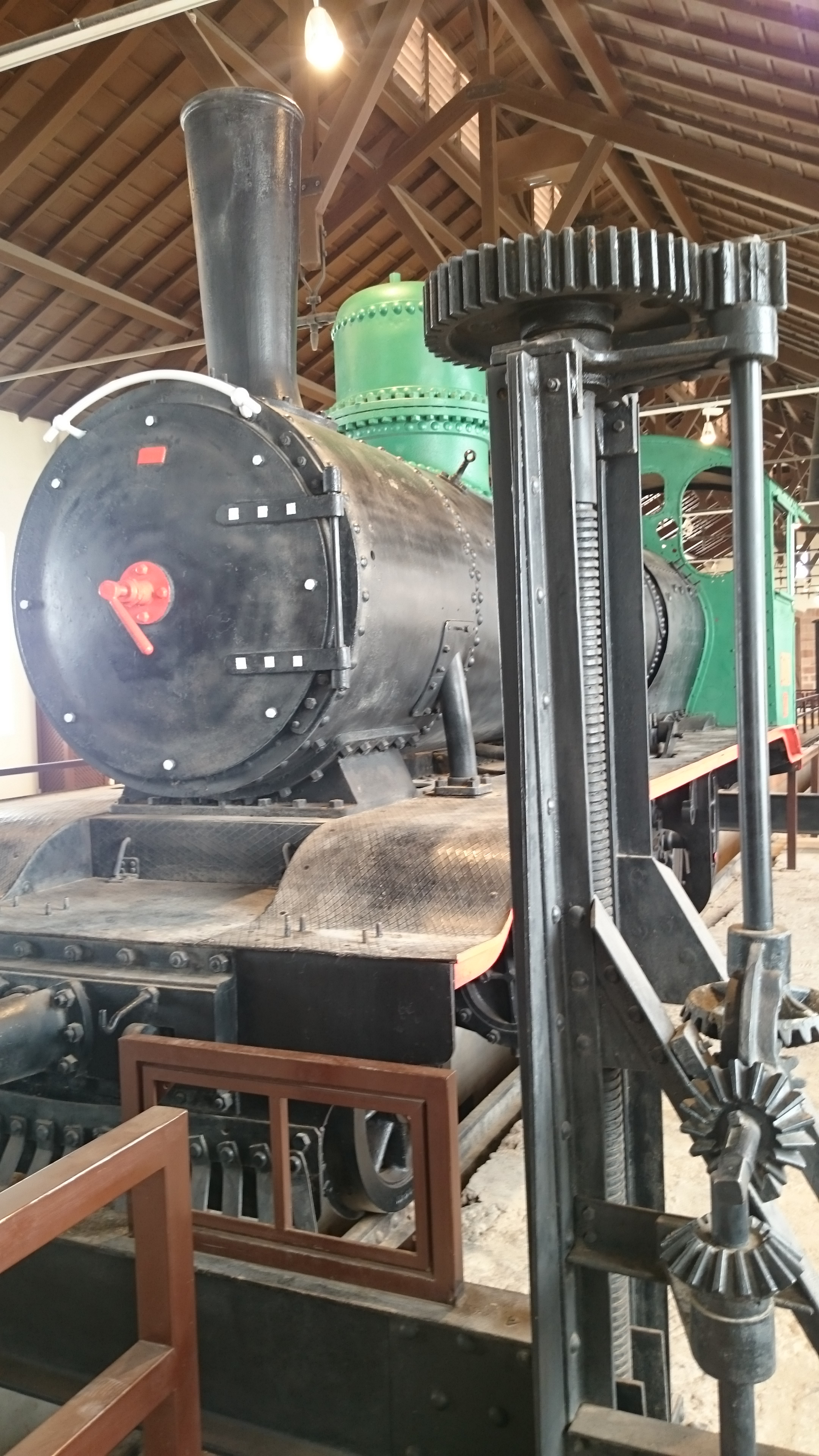
Dampflokomotive 964 des Baujahrs 1906 der Hedschasbahn im Museum Mada'in Salih
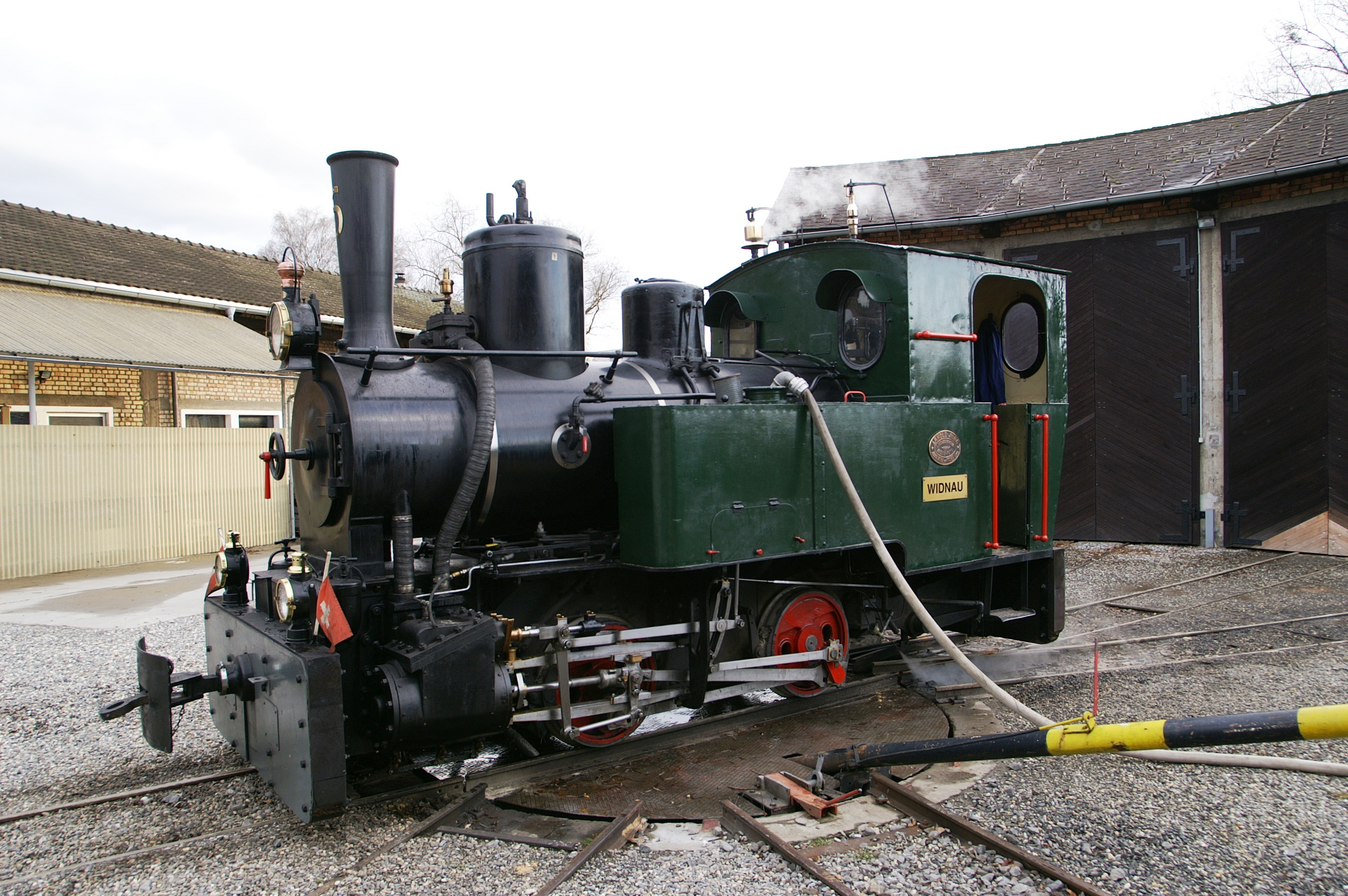
Dampflok WIDNAU der Dienstbahn der Internationalen Rheinregulierung
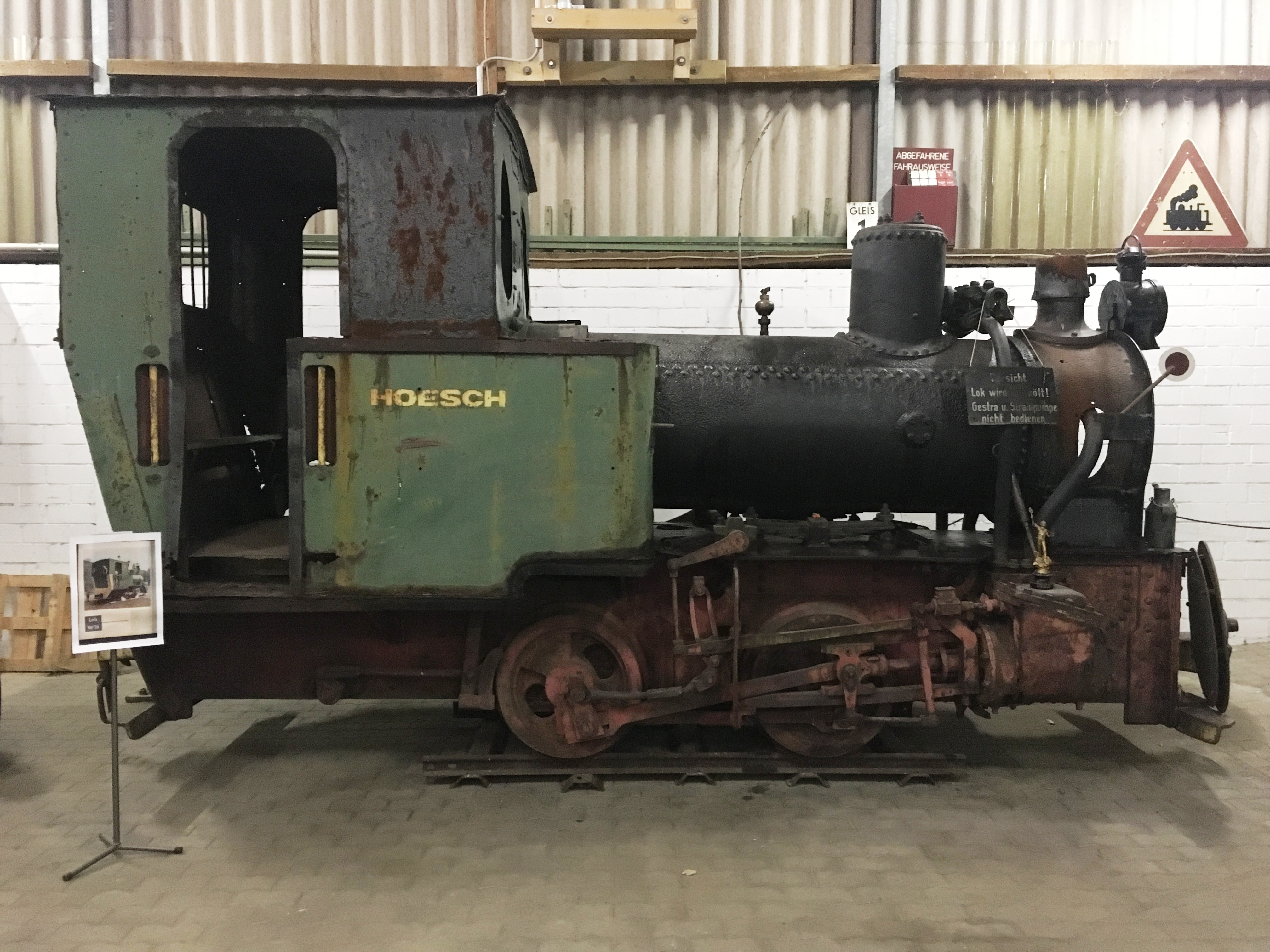
Lok 16 (Jung 2742, Baujahr 1917), letzte erhaltene Dampflokomotive der ehemaligen Hoesch Schmalspur-Werkbahn der Westfalenhütte
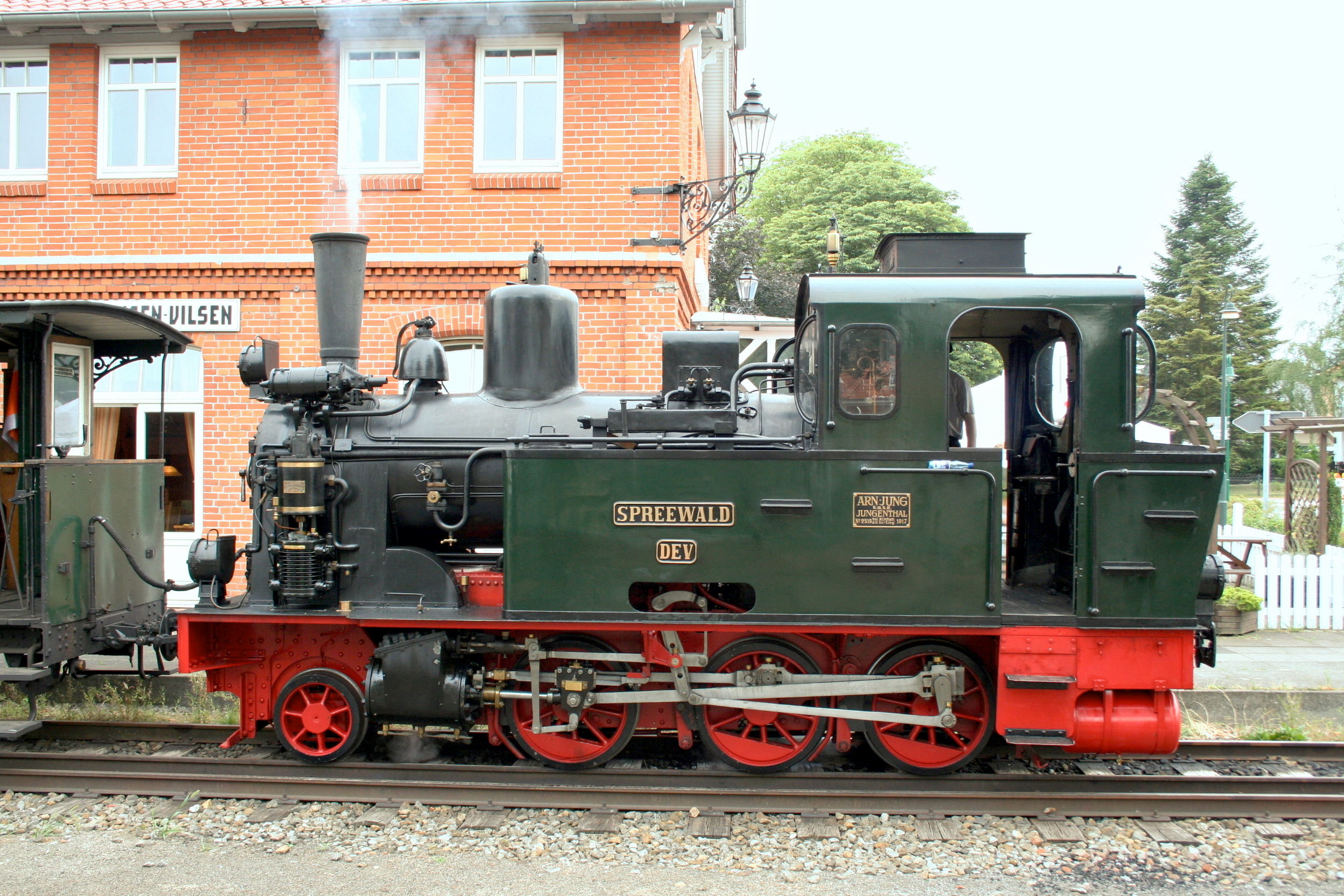
PKB Lok 23 als SPREEWALD beim DEV in Bruchhausen-Vilsen
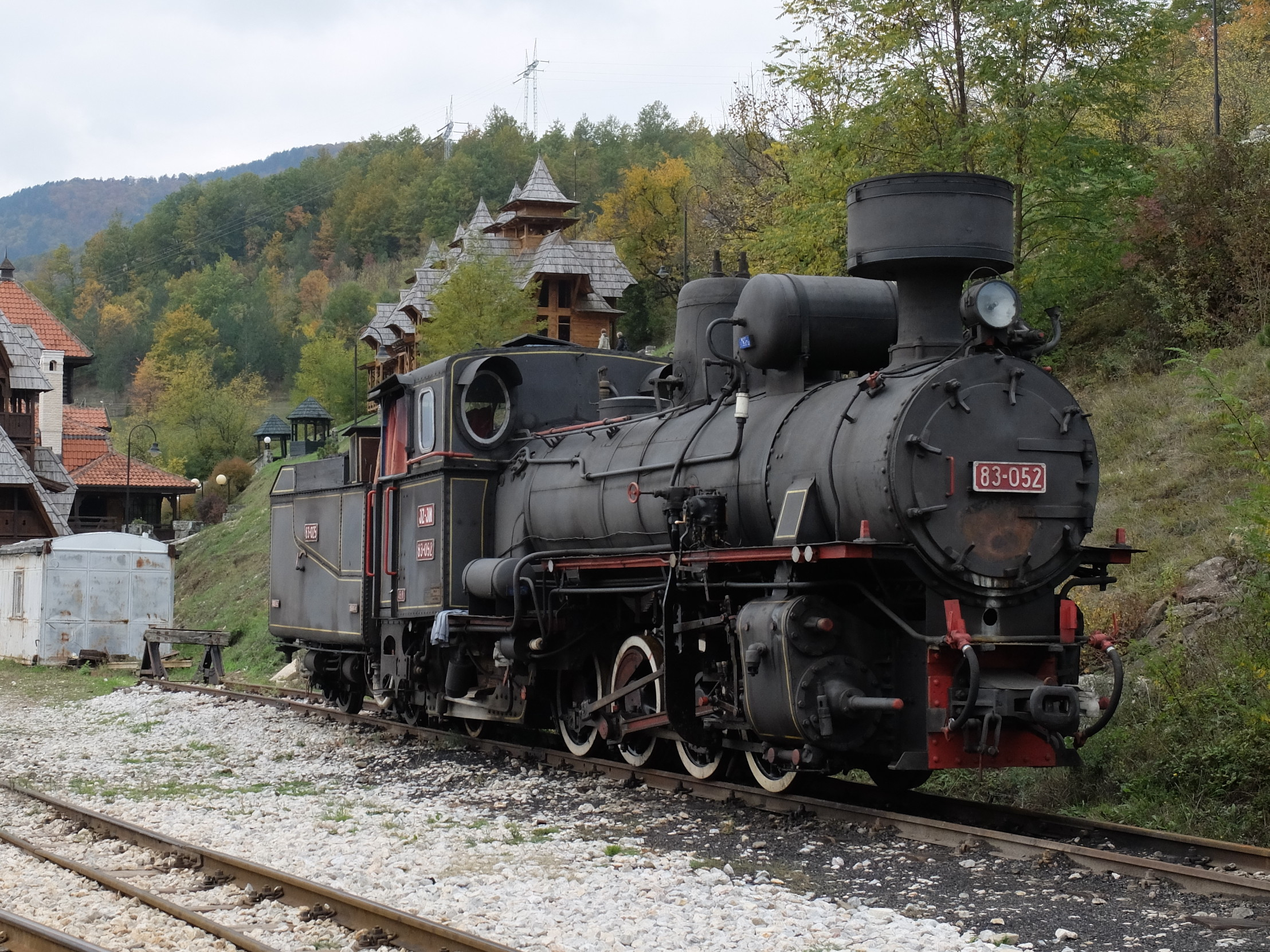
JDŽ 83-052 (vorm. Baureihe BHStB IVa5) in Mokra Gora
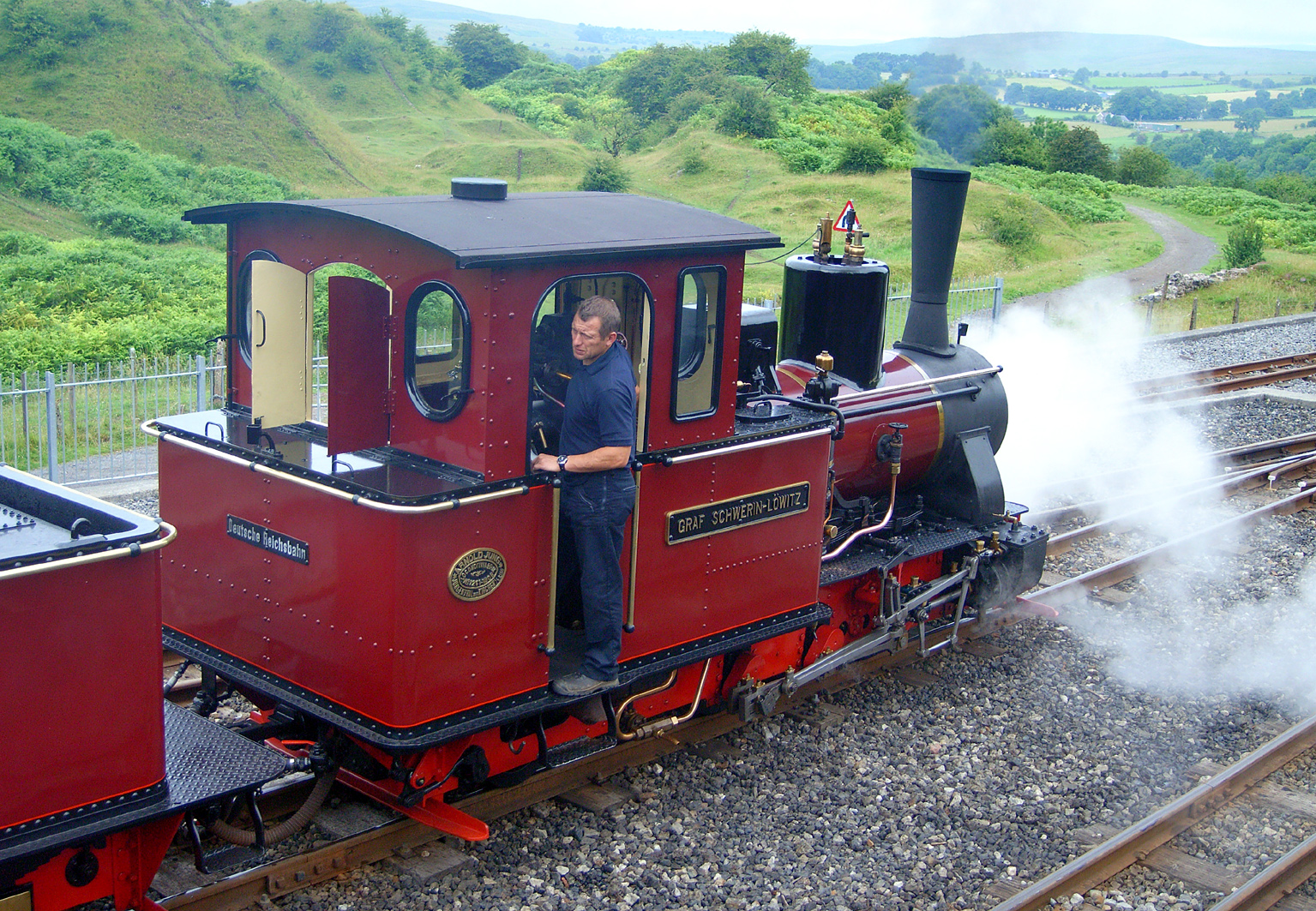
Die GRAF SCHWERIN-LÖWITZ der  Brecon Mountain Railway in Wales
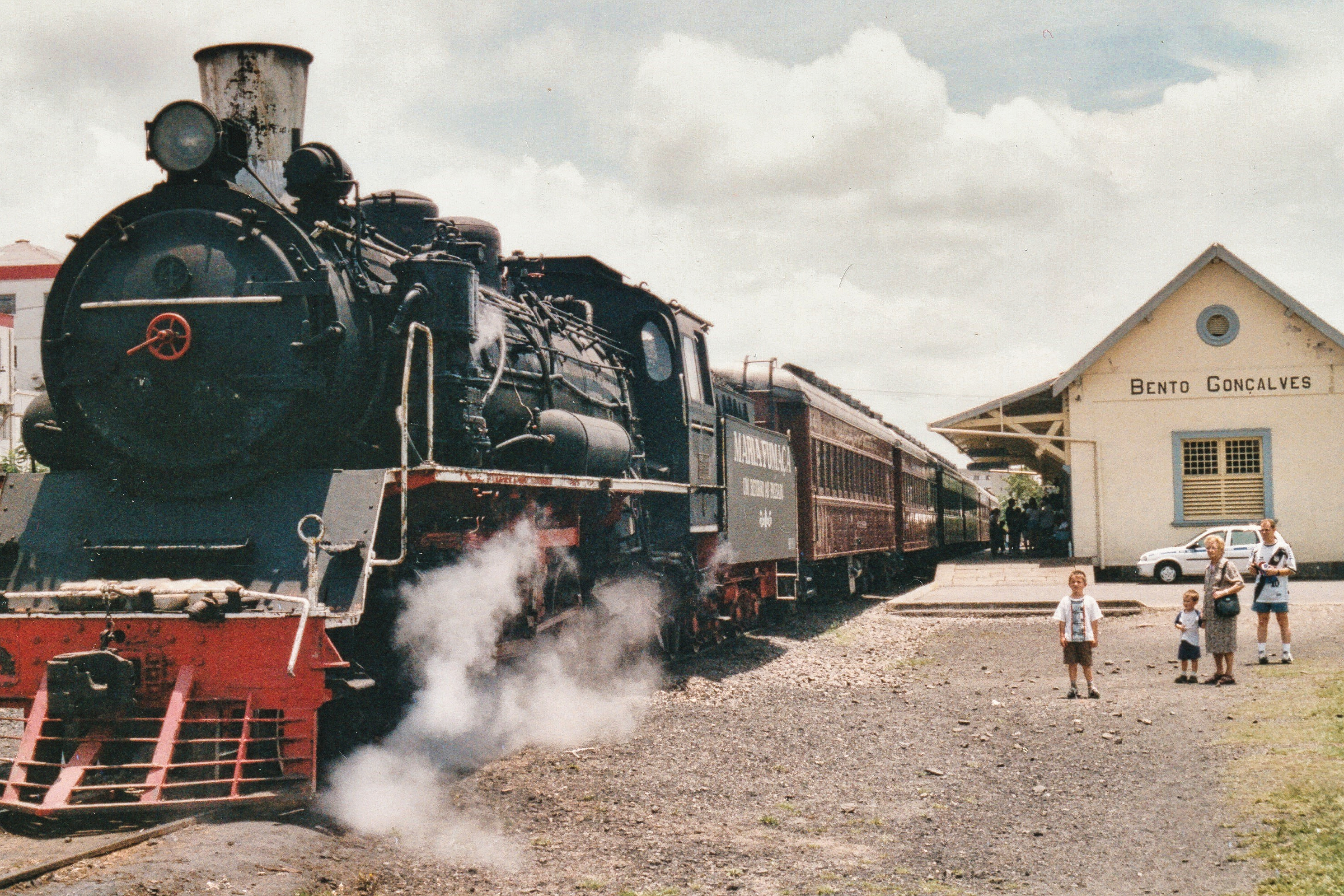
Dampflok, Baujahr 1954 in Bento Gonçalves, Brasilien
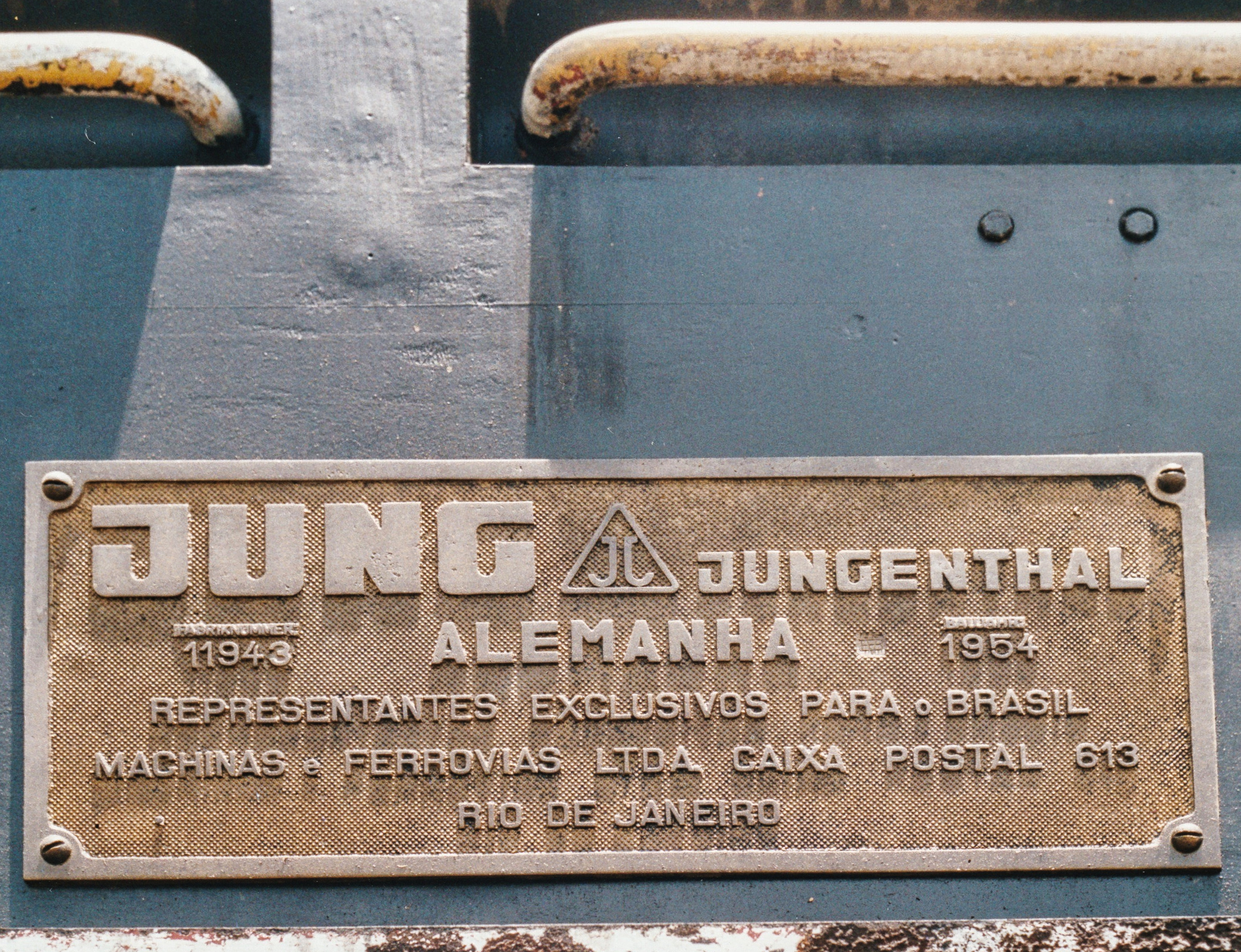
Firmenschild der Lok in Bento Gonçalves, Brasilien

### Diesellokomotiven
- V 29: Für die Pfälzischen Lokalbahnstrecken Mundenheim–Meckenheim und Neustadt–Speyer beschaffte die DB 1952 bei Jung drei Loks, die als  V 29 geführt wurden.
- L 10 B: Zweiachsige Lok mit Endführerstand, Blindwelle und Kuppelstangen. Spurweite 750 mm, LüP 6100 mm, Breite 2100 mm. Bei den Farbwerken Hoechst waren mehrere dieser Maschinen im Einsatz. Mit der Betriebsnummer 22-03 befindet sich heute eine der 77,3 kW leistenden Lokomotiven bei der Jagsttalbahn.
- L 40: Vierachsige Lokomotive mit Mittelführerstand der Achsfolge BB, Spurweite 1000 mm. Die Maschine weist unter jedem Vorbau einen 250 PS leistenden Dieselmotor auf. Gebaut für eine Bahn in Brasilien kam die Lok mit der Fabriknummer 12022, Baujahr 1955, stattdessen als Kalkbahn Lohja 4 zu einer Zementfabrik in Finnland, 1972 dann in die Schweiz zur Luzern-Stans-Engelberg-Bahn (LSE), wo sie die Betriebsnummer Gm 4/4 111 erhielt.[3][4]

Eine Schwesterlokomotive des Baujahrs 1966, die ebenfalls zunächst in Finnland lief, ist etwas stärker motorisiert und heute als Gm 4/4 70 bei der Matterhorn-Gotthard-Bahn (MGB) in Betrieb.
- Sieben Lokomotiven der Class NDM-1 baute Jung 1956 für die indische 610-mm-Bahn Matheran Hill Railway.

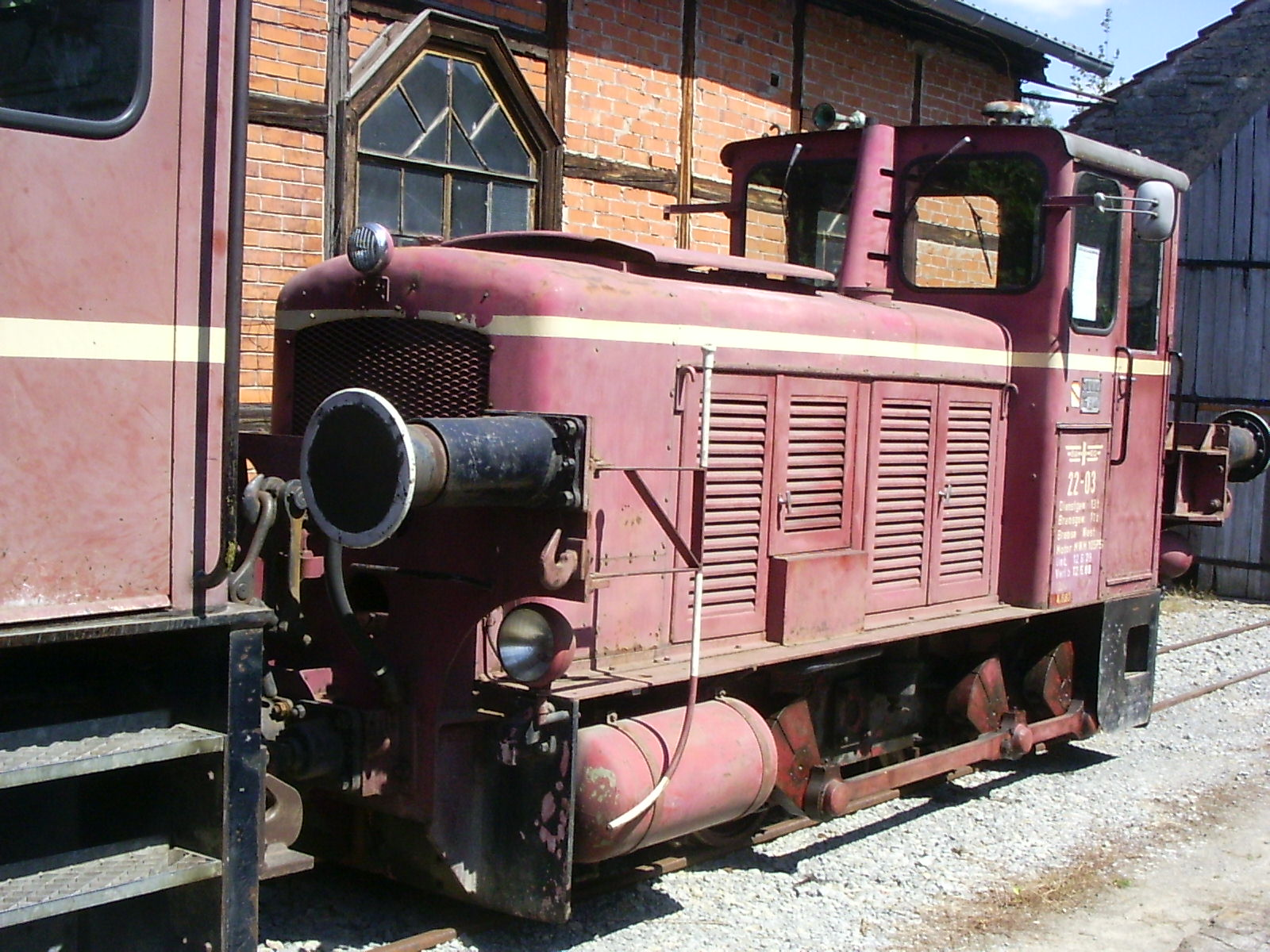
L 10 B als 22-03 der Jagsttalbahn
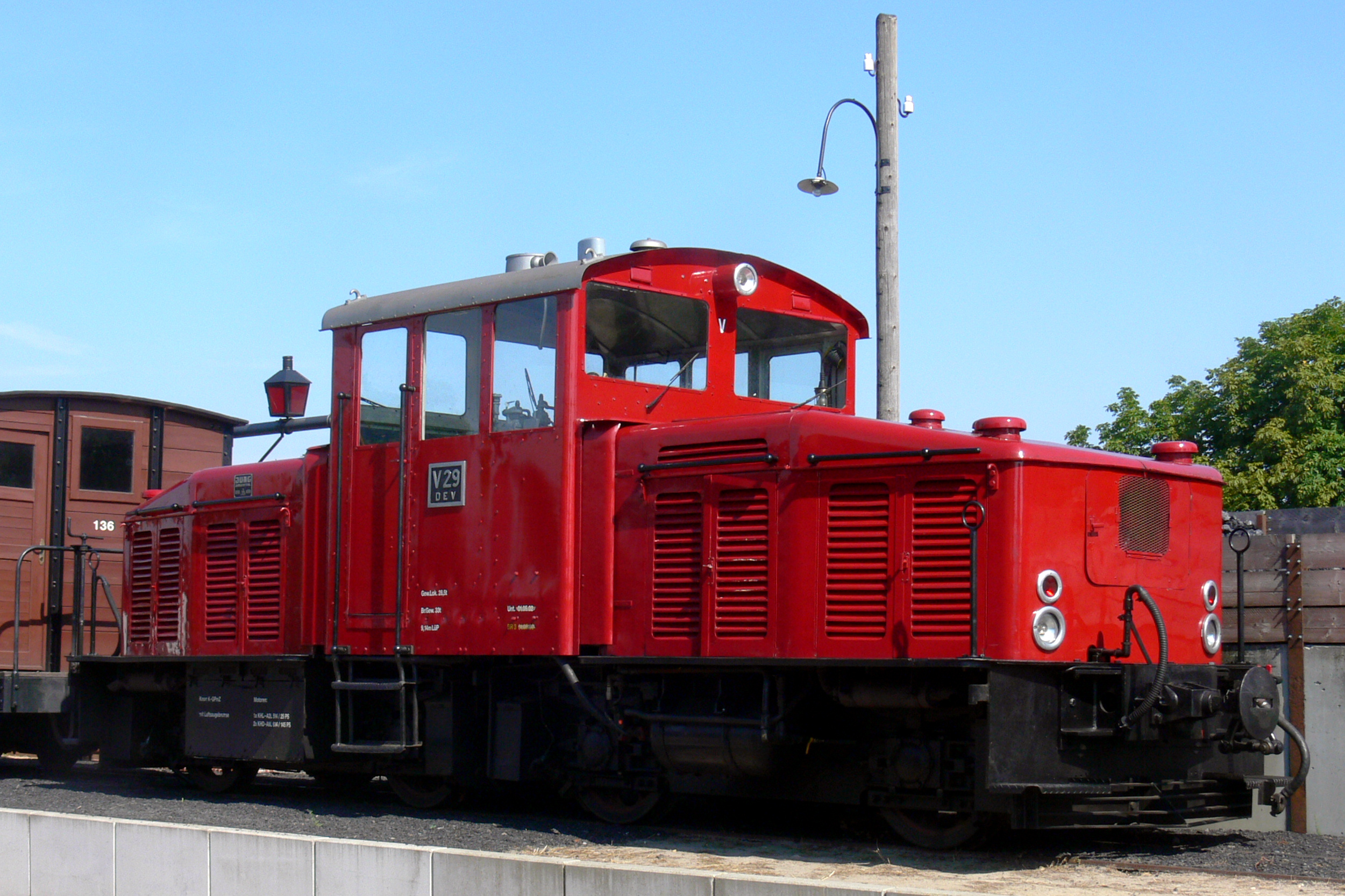
V 29 952 beim DEV in Bruchhausen-Vilsen
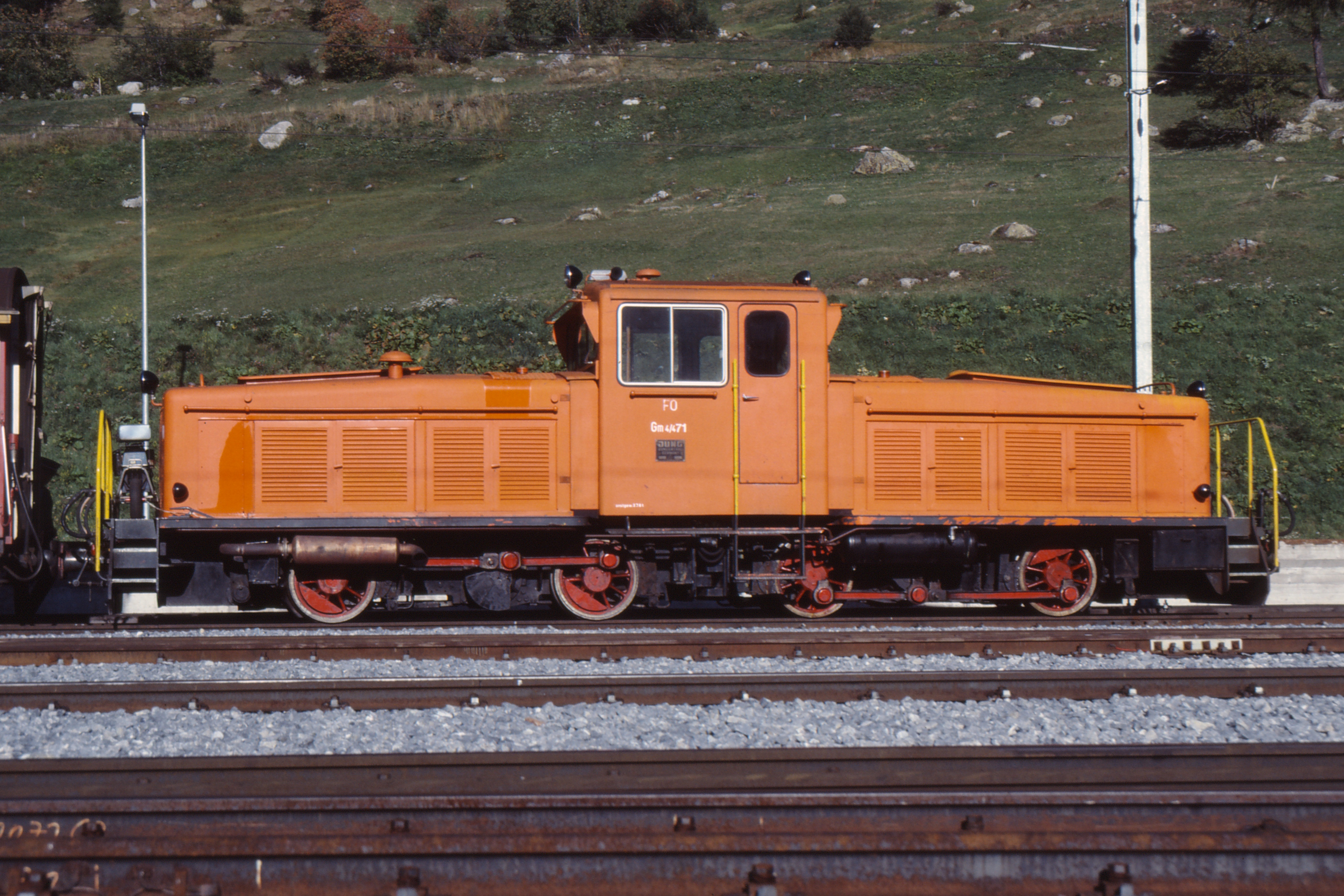
Gm 4/4 70 der MGB
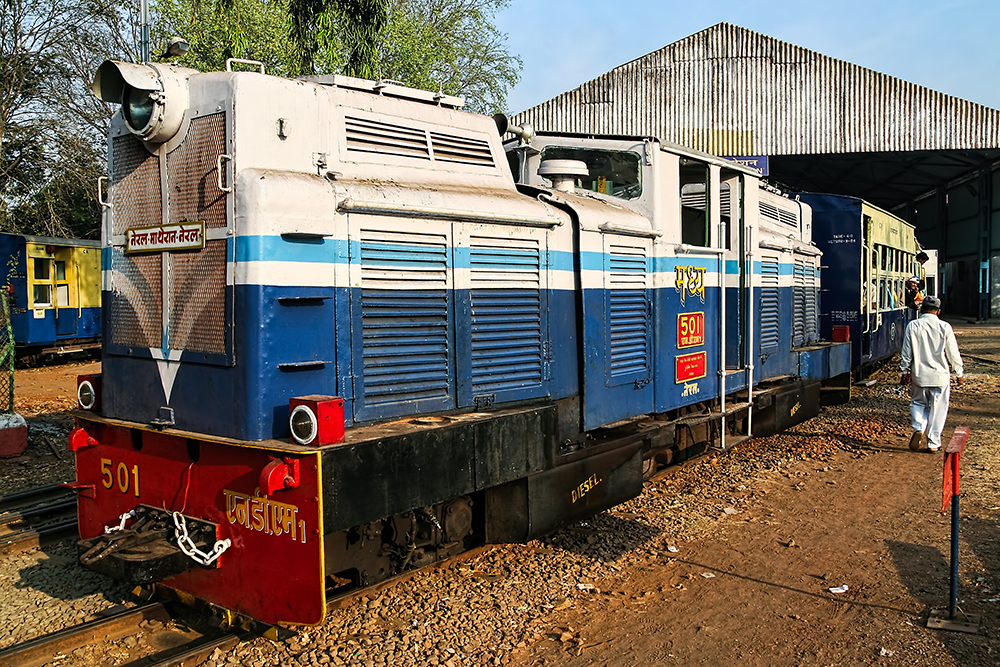
Jung-Lokomotive der Matheran Hill Railway

### Feldbahnlokomotiven mit Verbrennungsmotor

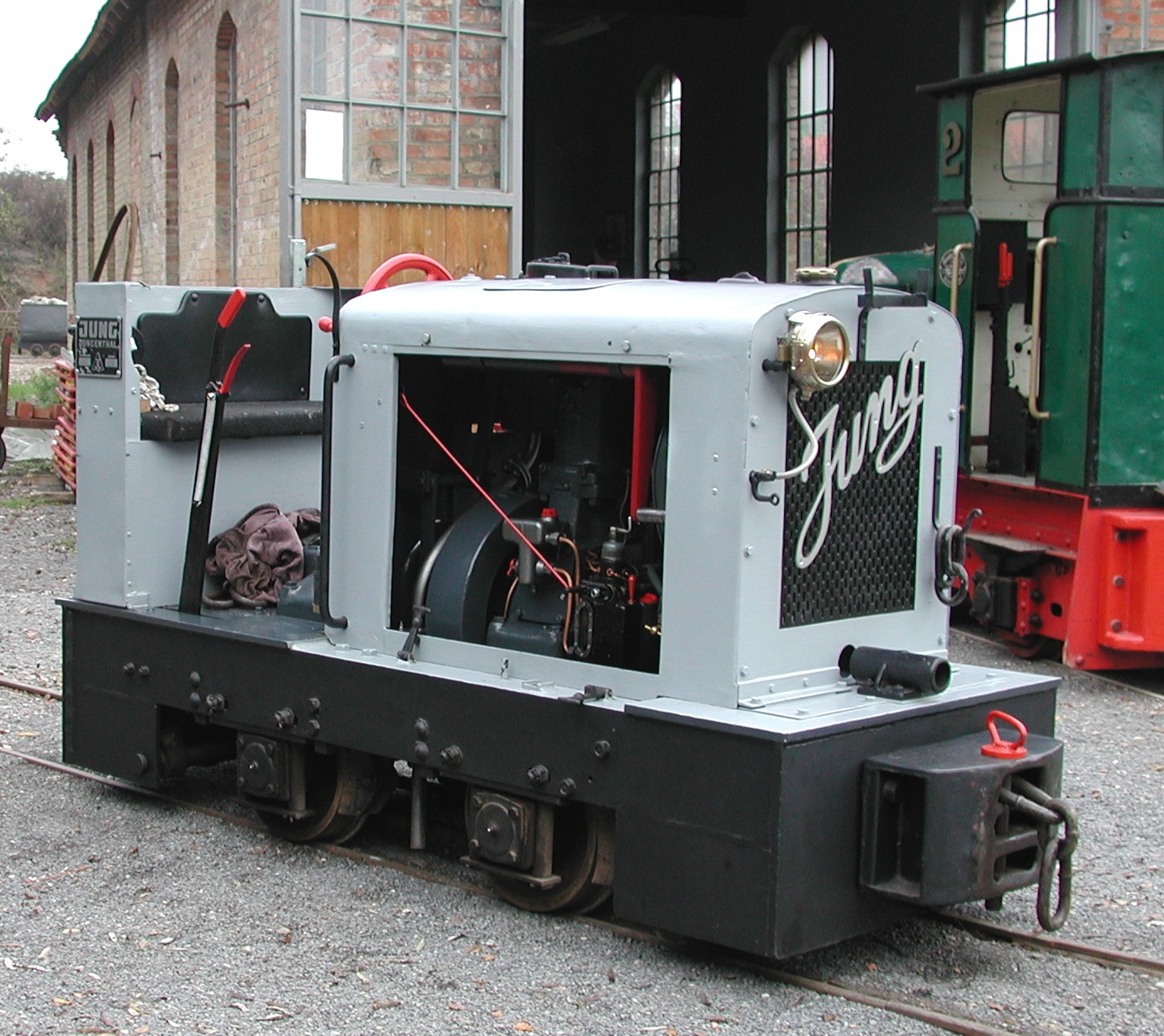
Das Steckenpferd von Jung – kleine Feldbahnloks

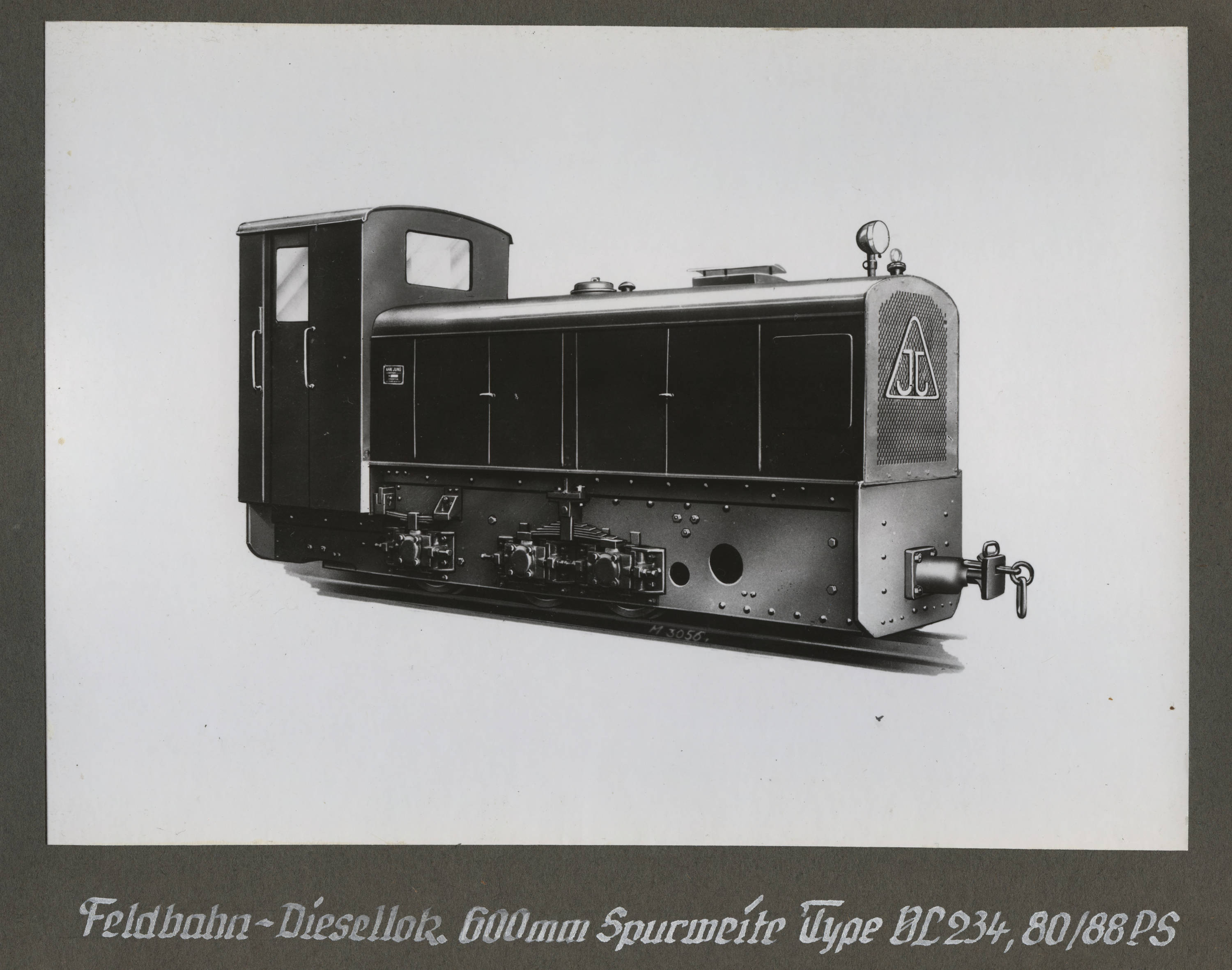
VL 234

Die schmalspurigen, zweiachsigen Maschinen wurden wahlweise mit offenem und geschlossenem Führerstand ausgeliefert. Der Bau derartiger Fahrzeuge endete 1964.
- MS 130: Spurweiten 500–750 mm, LüP 2860 mm, Achsstand 800 mm, Gewicht 2,8 t, 10/11 PS, Baujahre 1929–31, 90 Exemplare
- MS 131: Spurweiten 500–900 mm, LüP 2880 mm, Achsstand 800 mm, Gewicht 2,8 t, 10/11 PS, Baujahre 1929–33, ca. 430 Exemplare
- MSZ 130: Spurweiten 500–750 mm, LüP 3480 mm, Achsstand 900 mm, Gewicht 4,9 t, 20/22 PS, Baujahre 1929–34, ca. 100 Exemplare
- MSZ 160: Spurweiten 600–1435 mm, Achsstand 1600 mm, Gewicht 10 t, 32/35 PS, Baujahre 1927–35, 7 Exemplare
- EL 105: Spurweiten 500, 600, 700 und 1000 mm, LüP 2700 mm, Achsstand 780 mm, 4 t, 11/12 PS, Baujahre 1932–62, ca. 1400 Exemplare
- EL 110: Spurweiten 600–900 mm, LüP 2890 mm, Achsstand 780 mm, 4 t, Einzylinder-Zweitakt-Dieselmotor Typ SE-110, 11/12 PS, Baujahre 1934–63, ca. 900 Exemplare
- ZL 105: Spurweiten 600 und 750 mm, LüP 3400 mm, Achsstand 915 mm, 5,4 t, 22/24 PS, Baujahre 1933–59, ca. 980 Exemplare
- ZL 110: Spurweite 600 mm, Baujahr 1939
- ZL 114: Spurweiten 600–1000 mm, LüP 3420 mm, Achsstand 890 mm, 5,4 t, 22/24 PS, Baujahre 1935–60, ca. 800 Exemplare
- ZL 233: Spurweiten 500–1000 mm, LüP 4780 mm, Achsstand 1150 mm, 8 t, 40/44 PS, Baujahre 1938–56, 118 Exemplare
- DL 233: Spurweiten 600 und 750 mm, LüP 4780 mm, Achsstand 1226 mm, 8/10 t, 52/56 PS, Baujahre 1950–64, 16 Exemplare
- VL 234: Spurweite 600 mm, 80/88 PS
- VL 244: Spurweiten 600 und 650 mm, LüP 5020 mm, Achsstand 1300 mm, 12/15 t, 80/88 PS, Baujahr 1956, 5 Exemplare

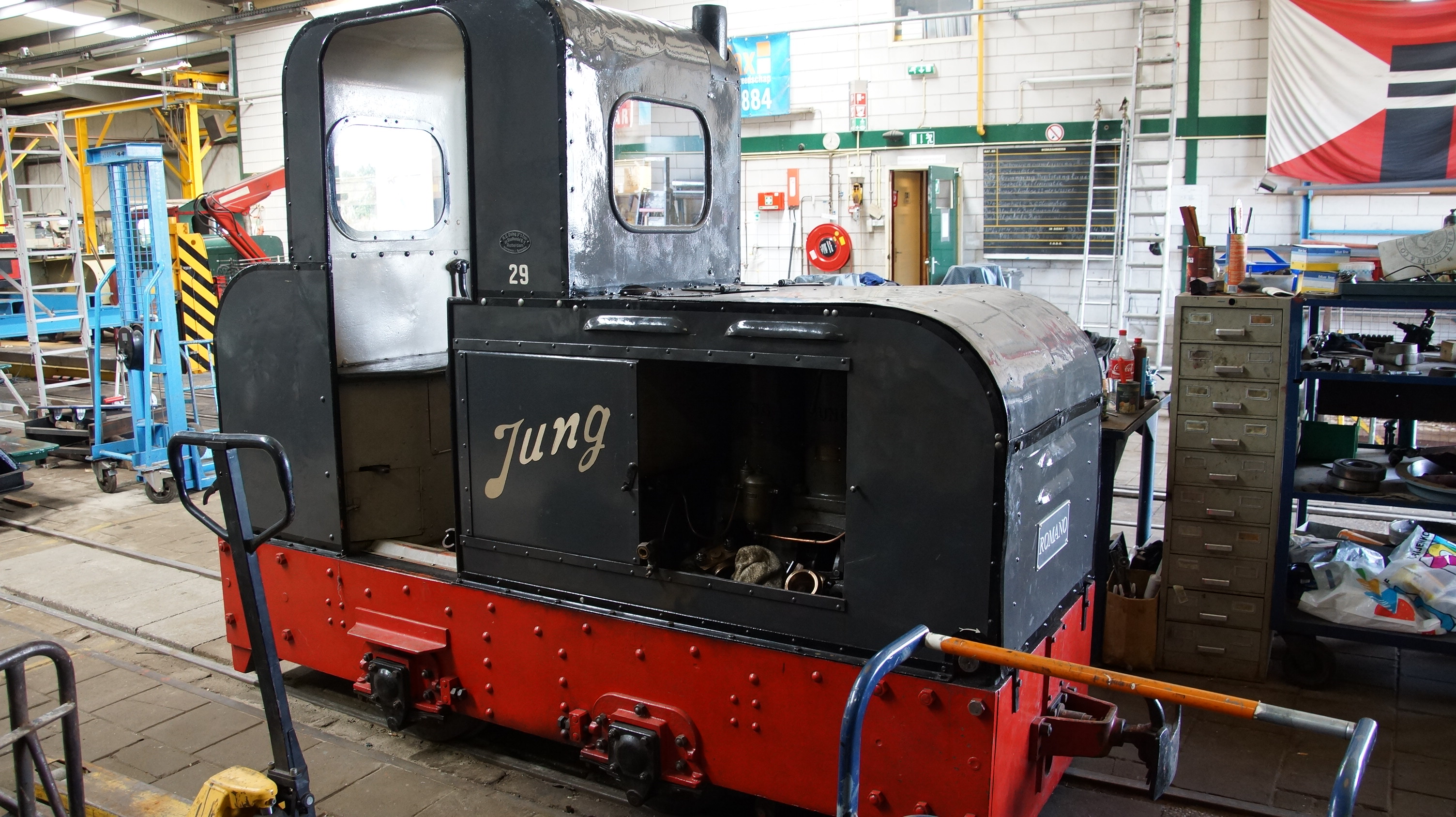
MSZ 130
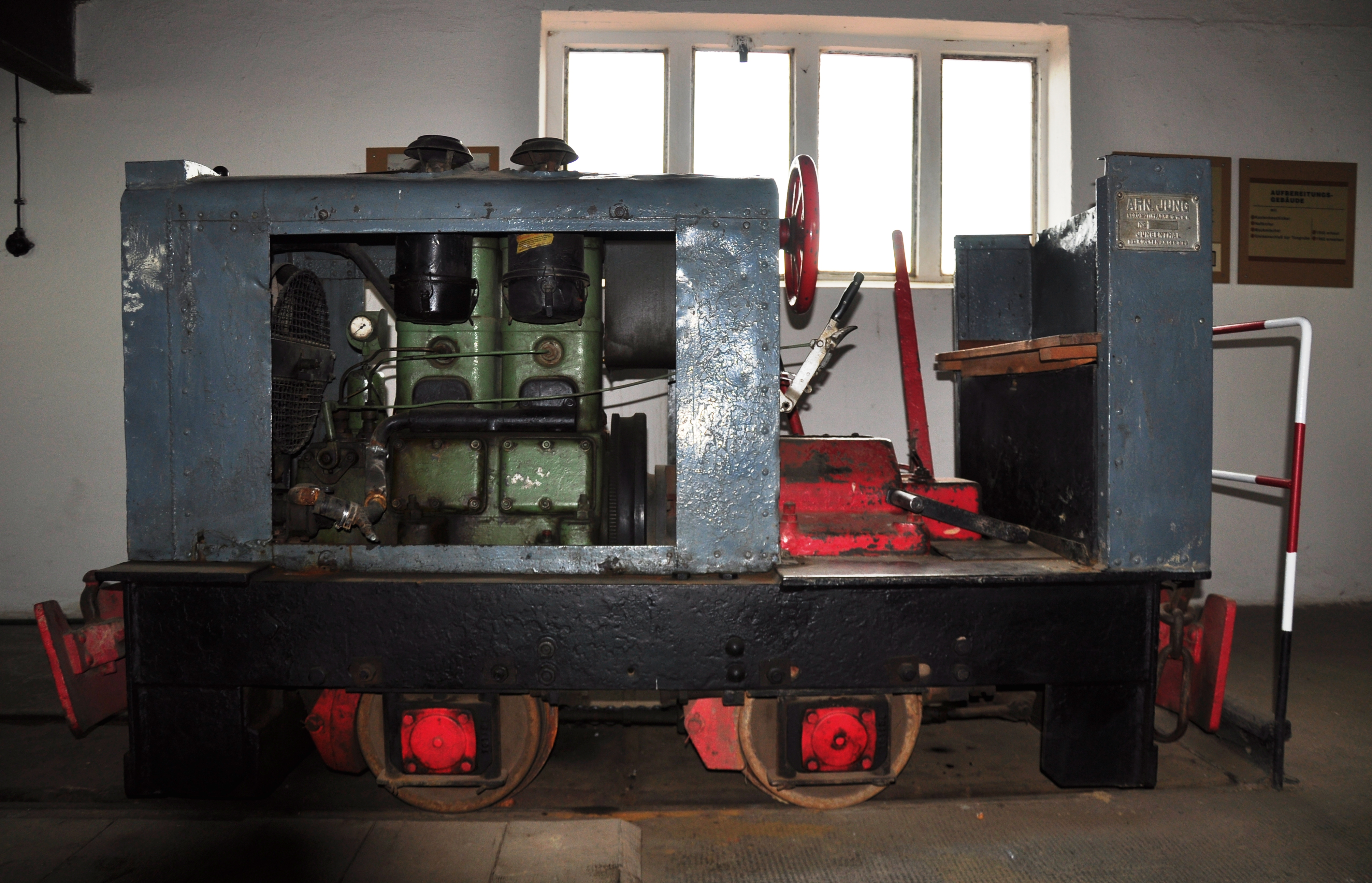
EL 105
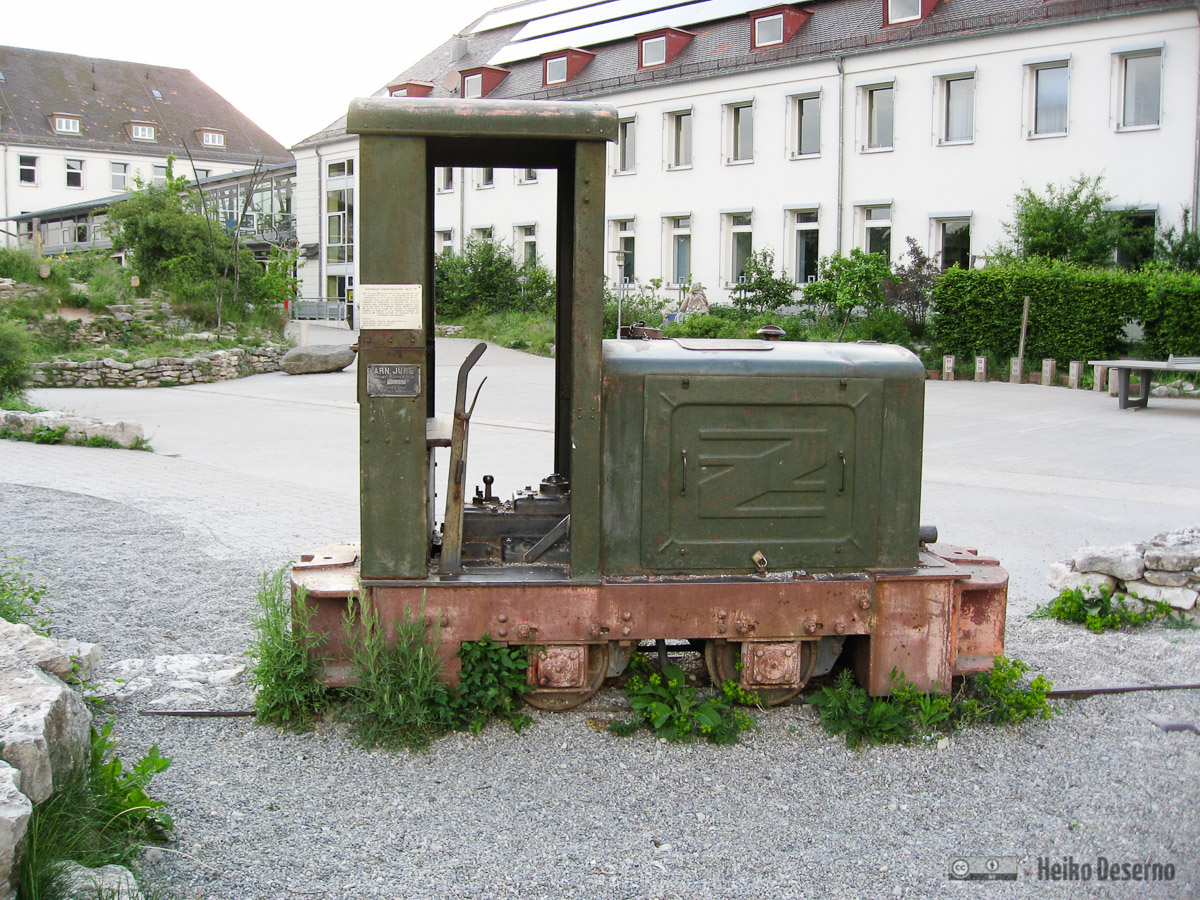
EL 110
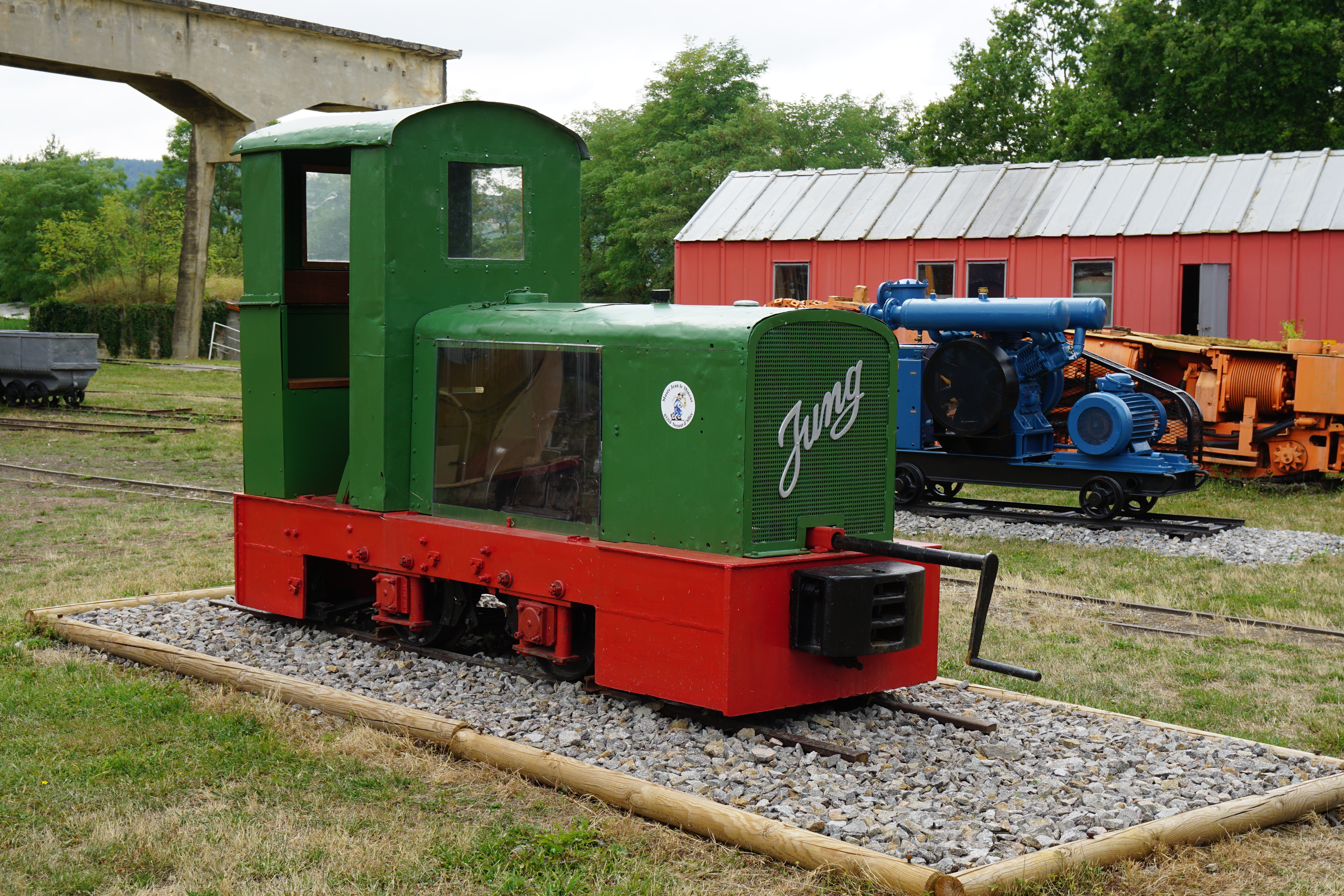
ZL 114
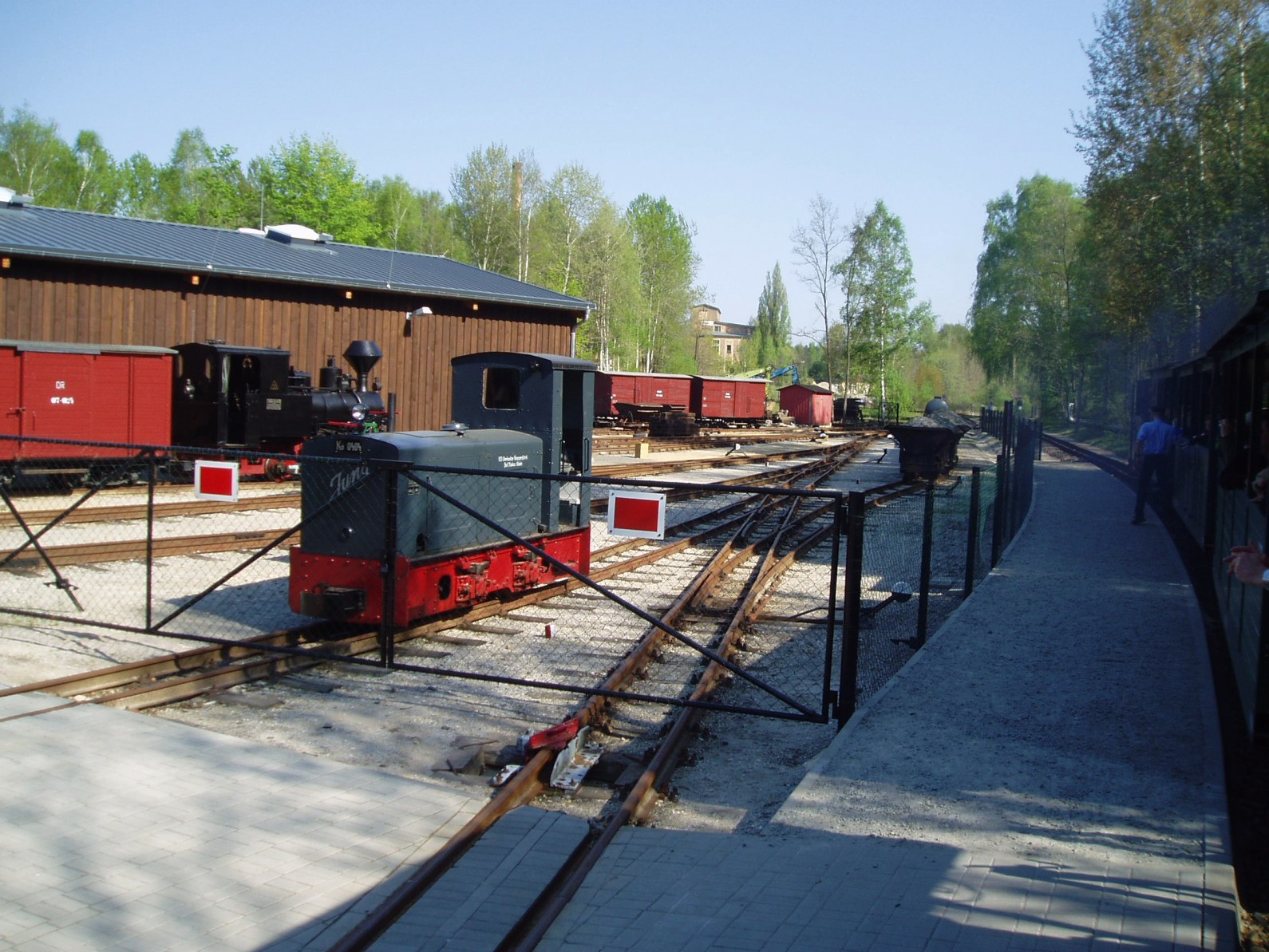
ZL 233

Auch dreiachsige Feldbahnlokomotiven wurden bei Jung gebaut:
- VL 134
- SL 134 M: Spurweite 915 mm, 14,8 t, 120 PS, Baujahre 1938/39, 4 Exemplare

### Druckluftlokomotiven

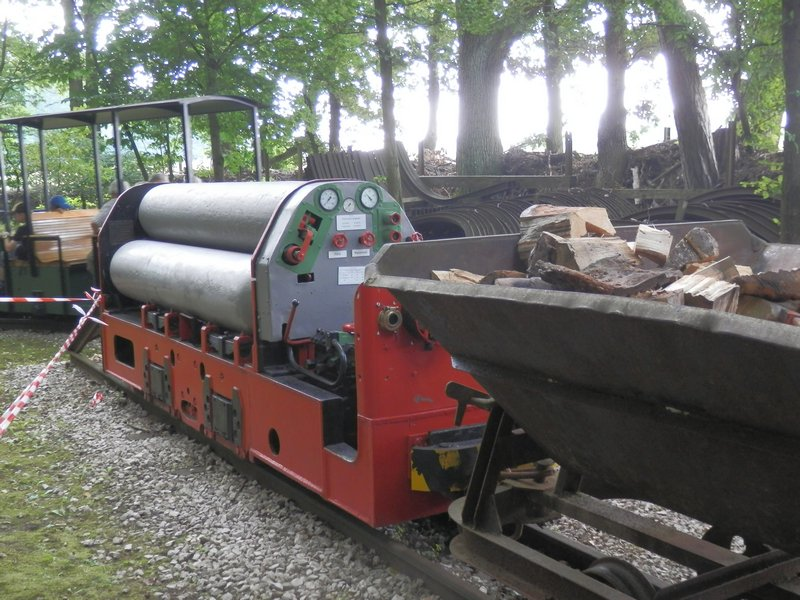
Druckluftlok Pz 20 im Feldbahn-Museum 500

Jung baute für Bergwerke auch Triebfahrzeuge mit Pressluftantrieb. Das Nürnberger Feldbahn-Museum 500 beherbergt eine Lok des Typs Pz 20 (zwei Achsen, Spurweite 500 mm), die 1955 entstand und in jenem Jahr als Lok 11 an die Zeche Pluto der Ruhrkohle AG in Wanne-Eickel ausgeliefert wurde.

## Regelspurige Fahrzeuge

### Dampflokomotiven
- SNB 1–4, 1897/98 für die dänische Privatbahn A/S Svendborg–Nyborg Jernbaneselskab (SNB) gebaut, Schlepptender-Lokomotiven mit der Achsfolge 1B
- Typ „Pudel“: Cn2t (dreiachsige Nassdampf-Zweizylinder-Tenderlokomotive) mit 400 PS, Länge über Puffer 8590 mm, Achsfolge C, Dienstmasse 46 t. Die Loks mit den Fabriknummern 2881–83 wurden 1919 gebaut; die 2881 kam über die Industriebahn Neukölln (wo auch die 1953 verschrottete 2883 lief) 1958 zum Gaswerk Mariendorf, wurde 1966 ausgemustert und 1968 verschrottet.[5]
- CNTL 560 PS, Achsfolge C, Baujahre 1950–1954
- TCDD 57 01–04: zwei von vier Maschinen für die Türkische Staatsbahn TCDD, 1951/52

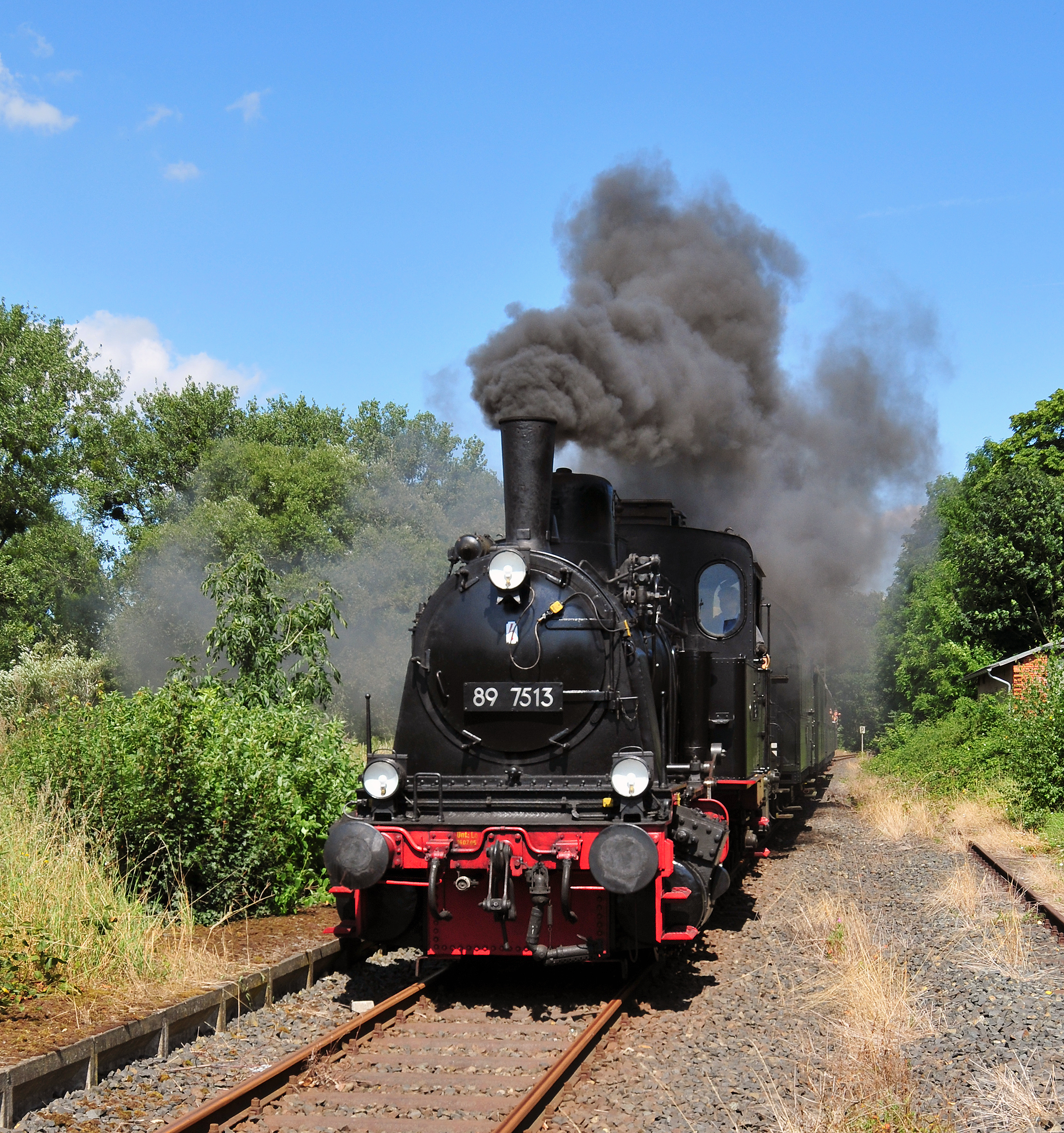
Dreikuppler-Tenderlokomotive mit der Achsformel Cn2t aus dem Jahr 1912
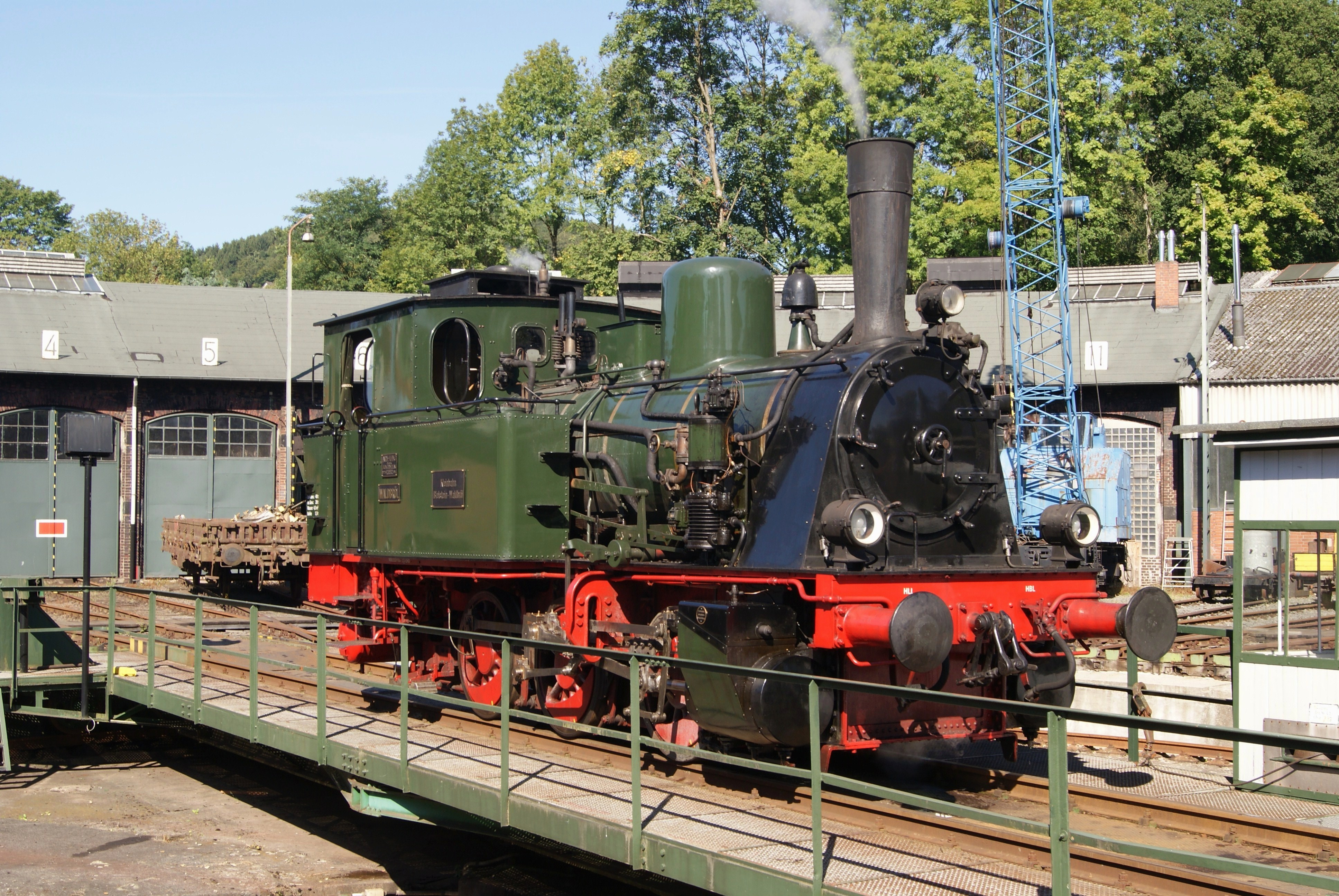
Lok WALDBRÖL (Baujahr 1914, ehemals Kleinbahn Bielstein–Waldbröl) im Eisenbahnmuseum Dieringhausen
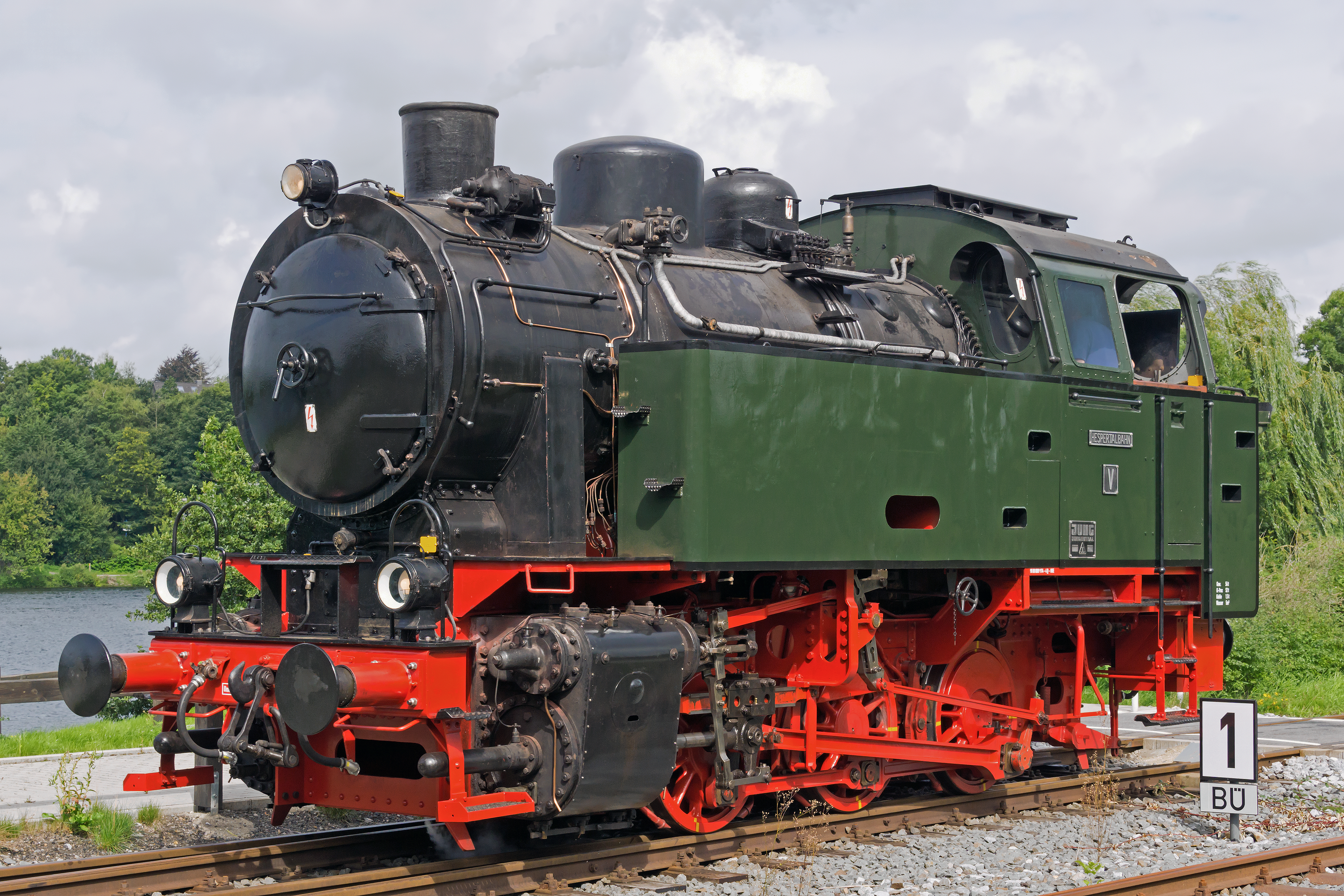
CNTL 560 PS
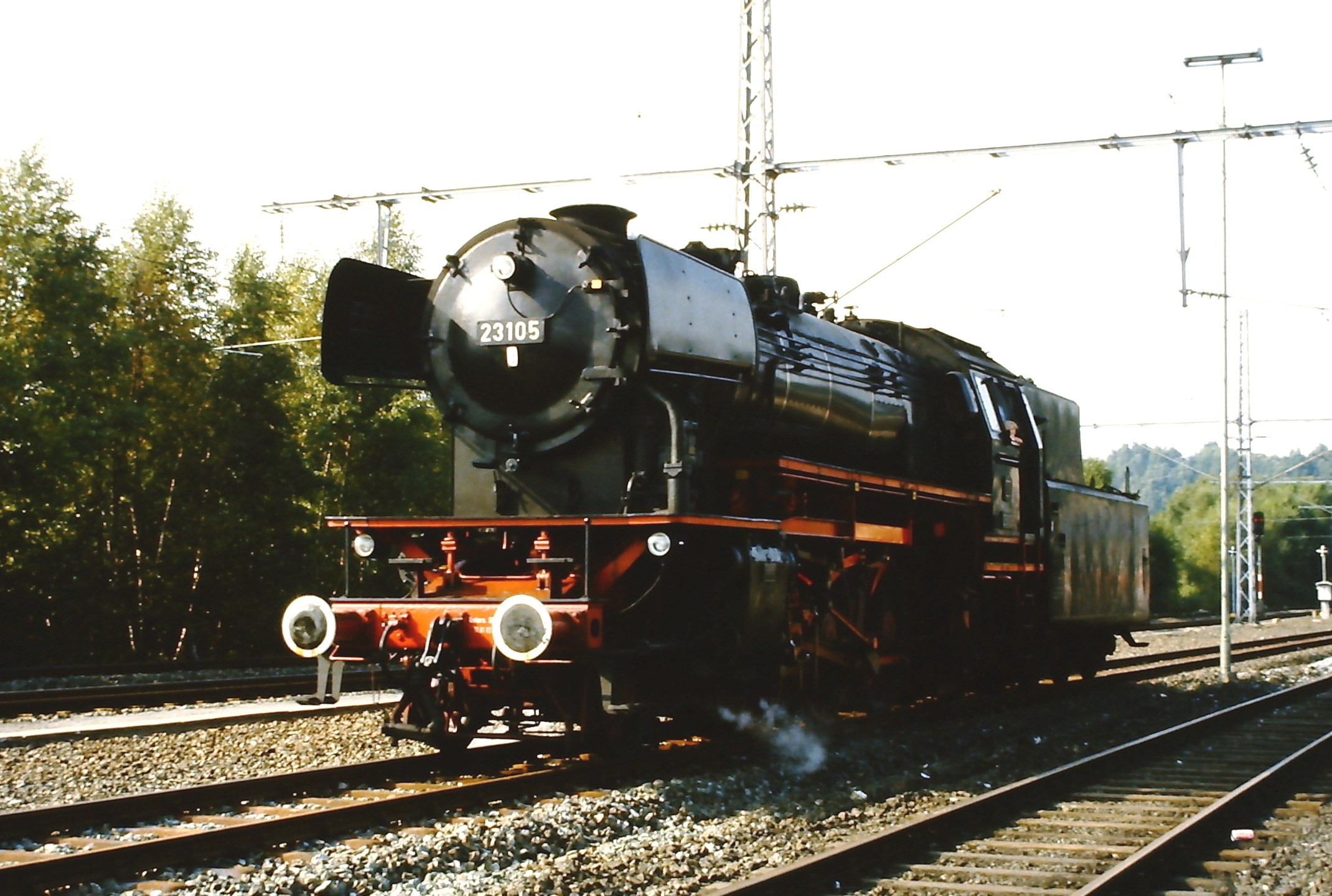
DB 023 105 in Bochum-Dahlhausen bei der Fahrzeugausstellung 150 Jahre Deutsche Eisenbahnen

Neben eigenen Entwicklungen war Jung auch am Bau von Einheitslokomotiven beteiligt.

### Dampfspeicherlokomotiven

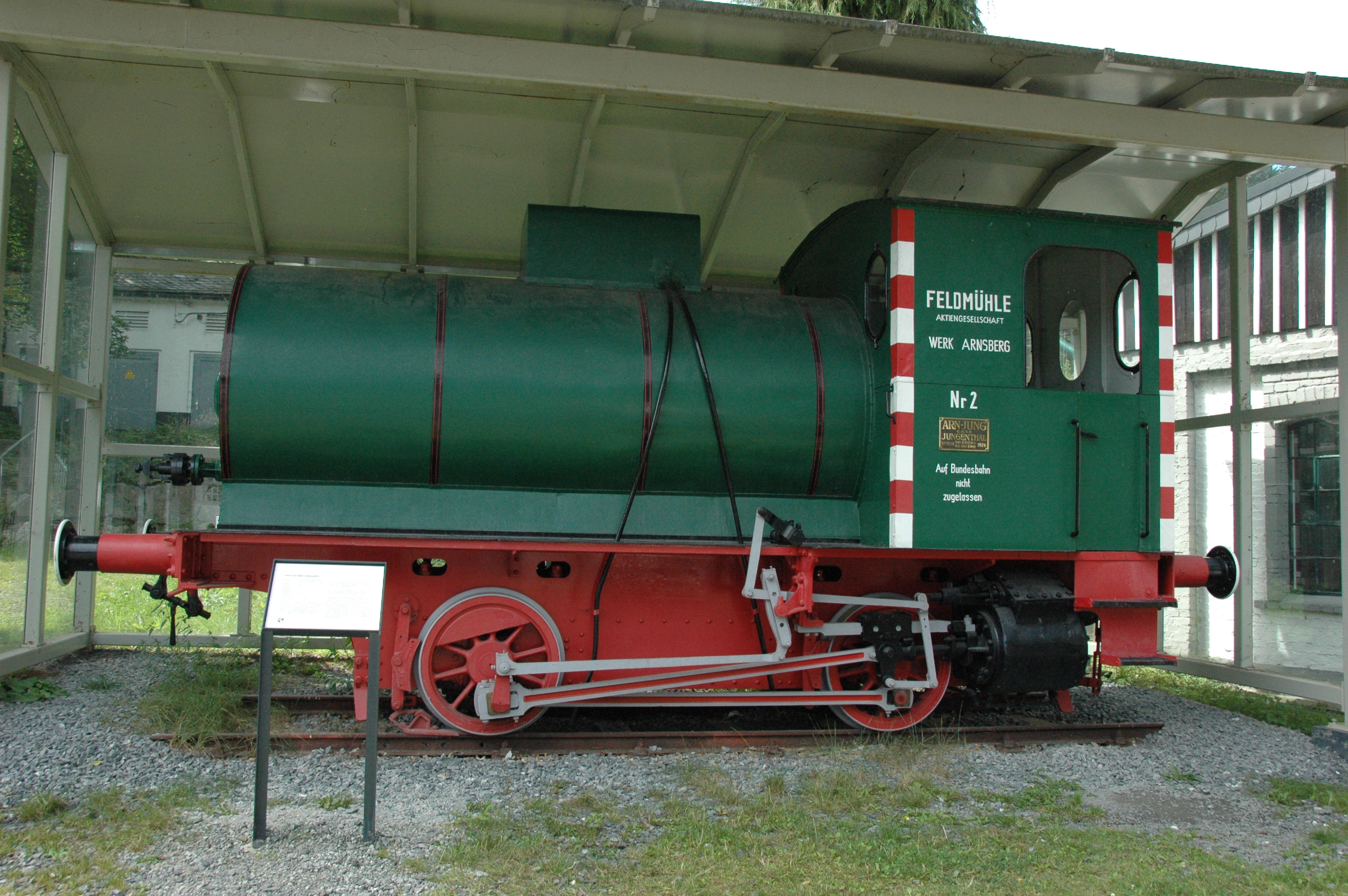
Jung-Dampfspeicherlokomotive

Für den Werksverkehr baute Jung feuerlose Dampfspeicherlokomotiven. 1921 entstand die 1922 an die Bremer Woll-Kämmerei ausgelieferte Lok 2 (Fabriknummer 3239). Die B-gekuppelte 150 PS leistende Maschine war dort mindestens bis 1970 in Betrieb.
 1925 ging die Lok mit der Fabriknummer 3438 an die Monopolverwaltung für Branntwein in Berlin-Reinickendorf.
1937 erhielt die Margarine-Union in Hamburg eine ungewöhnliche Dampfspeicherlok mit vorn liegenden Zylindern und Abdampfführung durch einen Schornstein, die aufgearbeitet wurde und museal erhalten ist.

### Diesellokomotiven

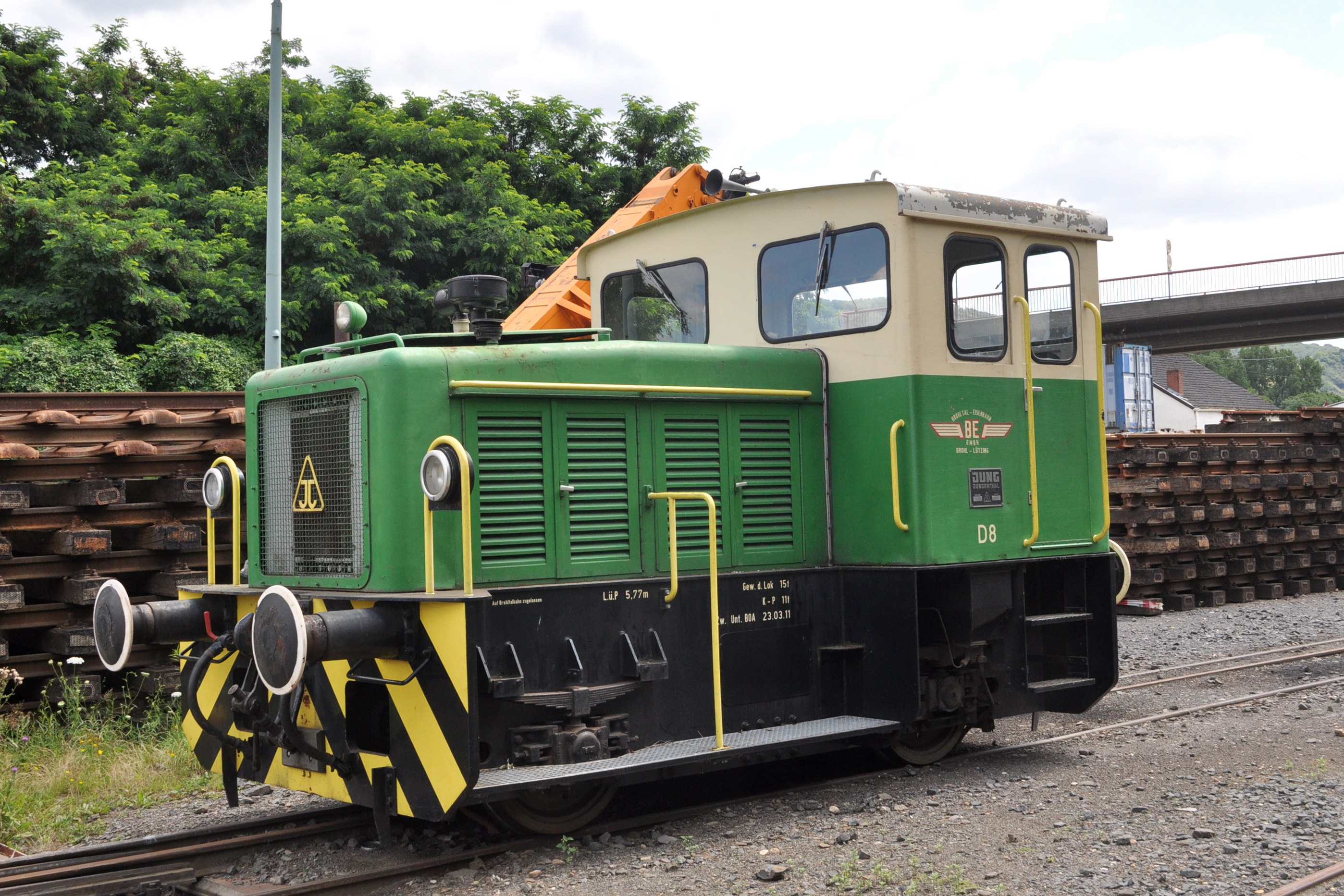
R 8 B als D 8 bei der Brohltalbahn

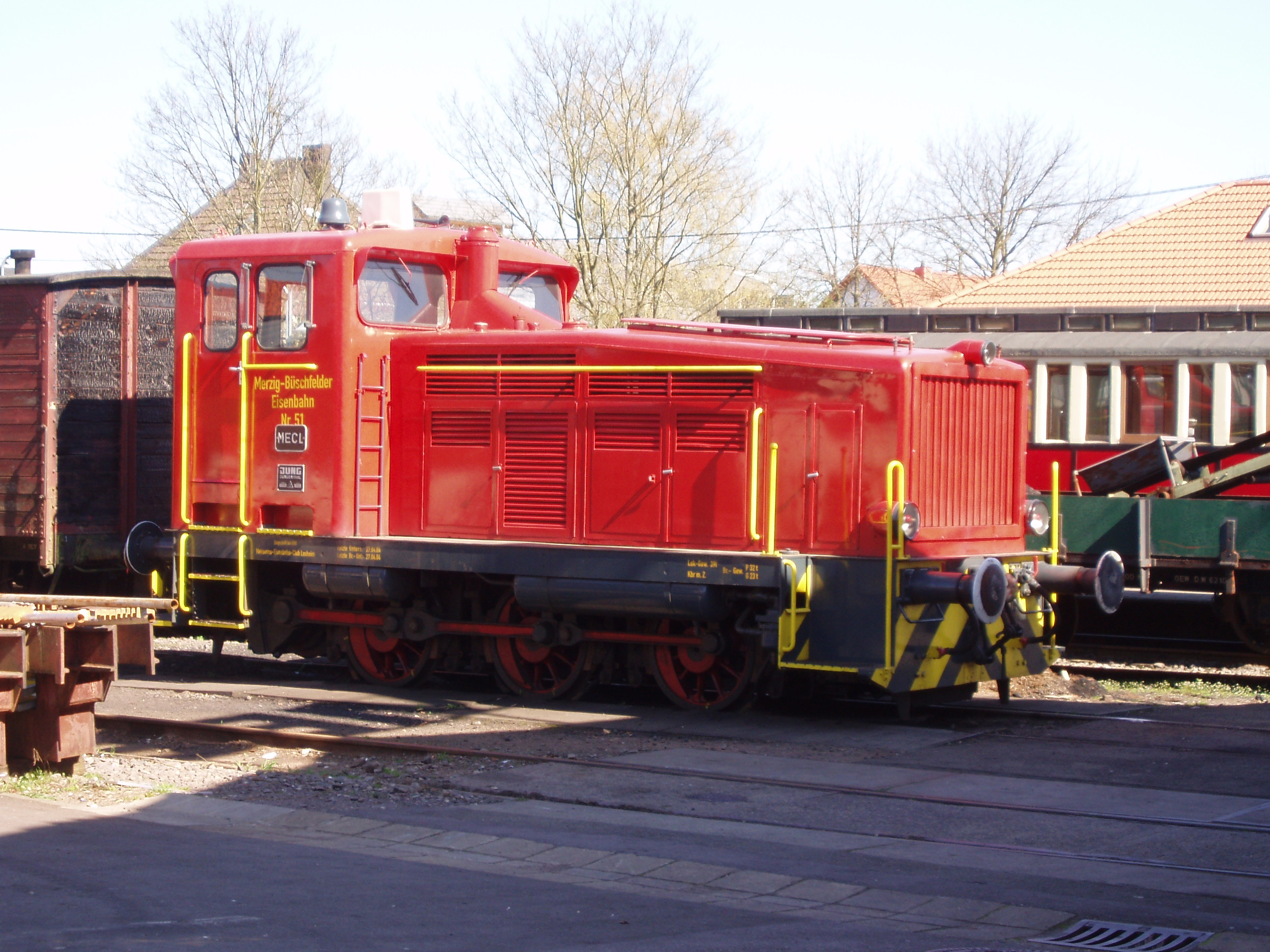
R 30 C im Eisenbahnmuseum Losheim, ehemals Nr. 51 der Merzig-Büschfelder Eisenbahn

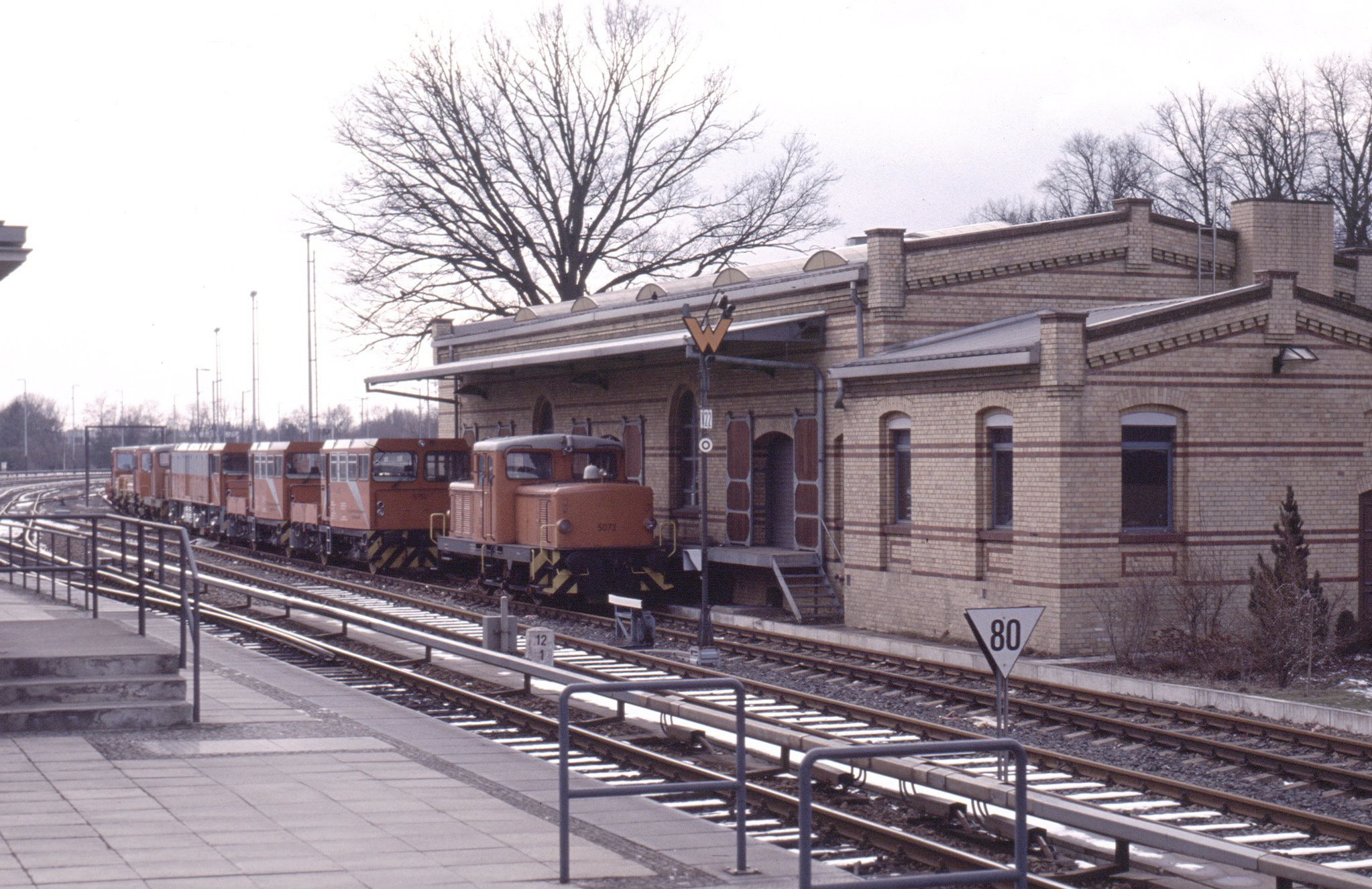
R 40 C Nr. 5073 der BVG (vorn) im Bahnhof Berlin-Zehlendorf, 1993

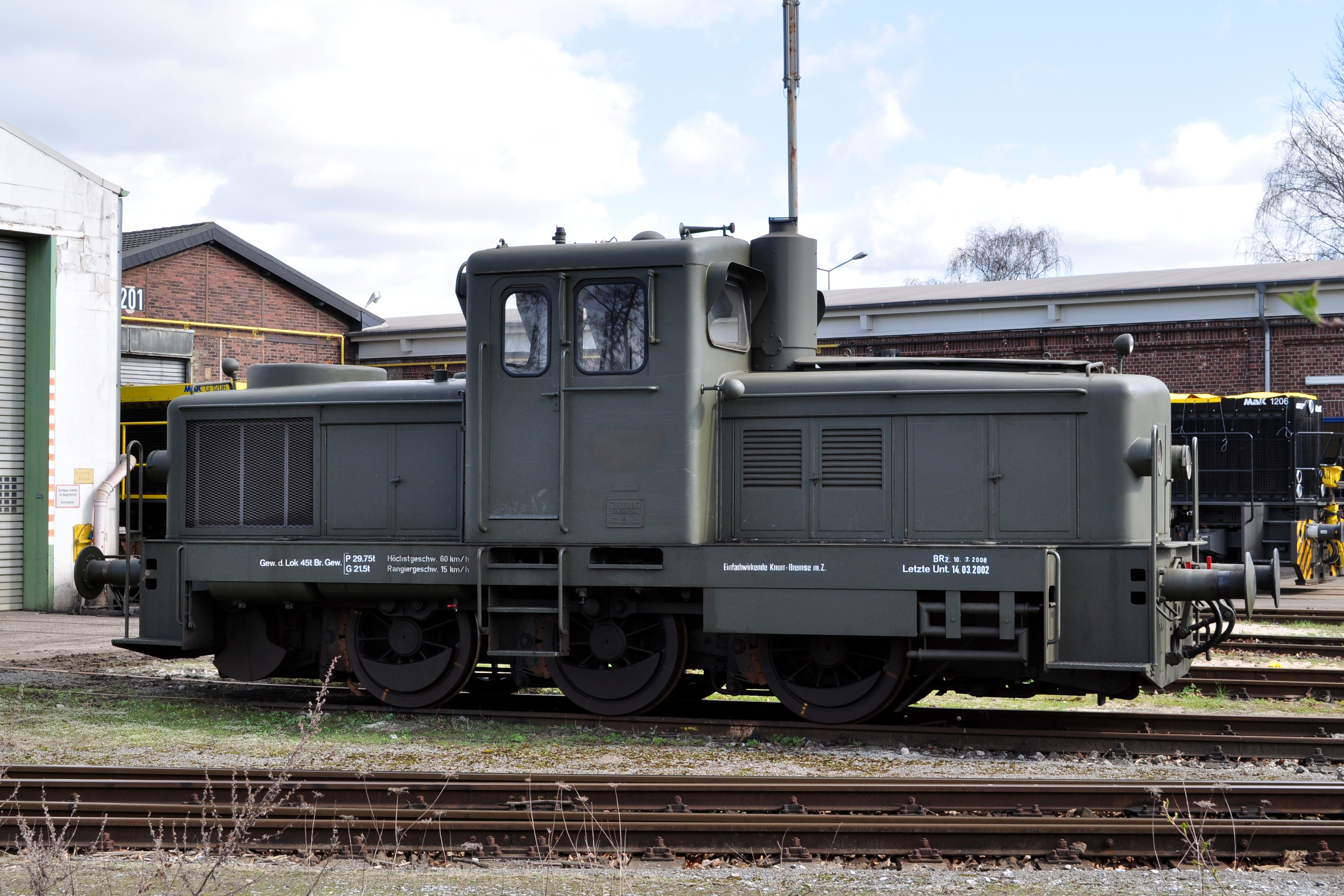
R 42 C der Bundeswehr

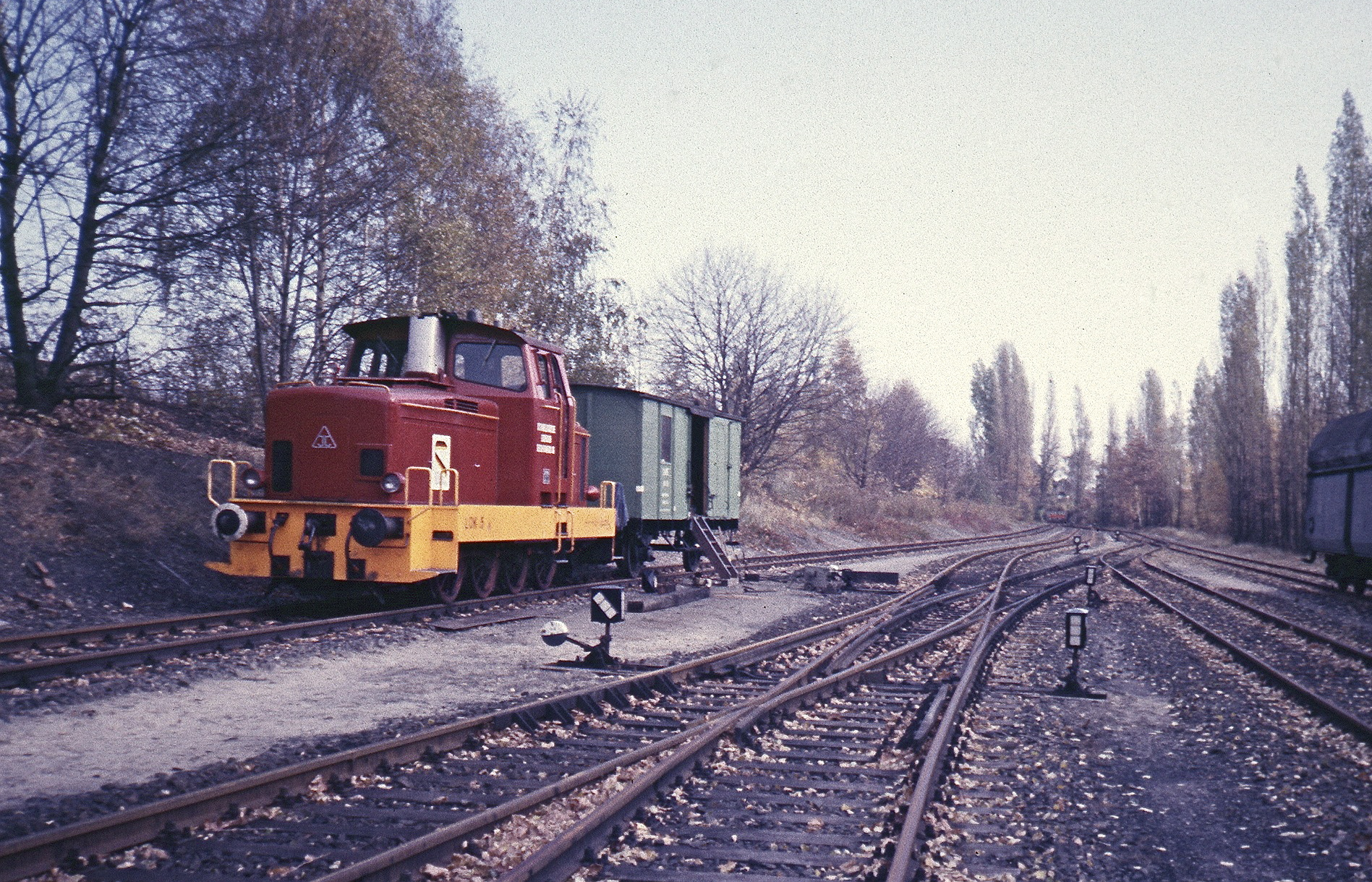
Lok 5 des Typs R 60 D im Bahnhof Spandau der OHE, 1986

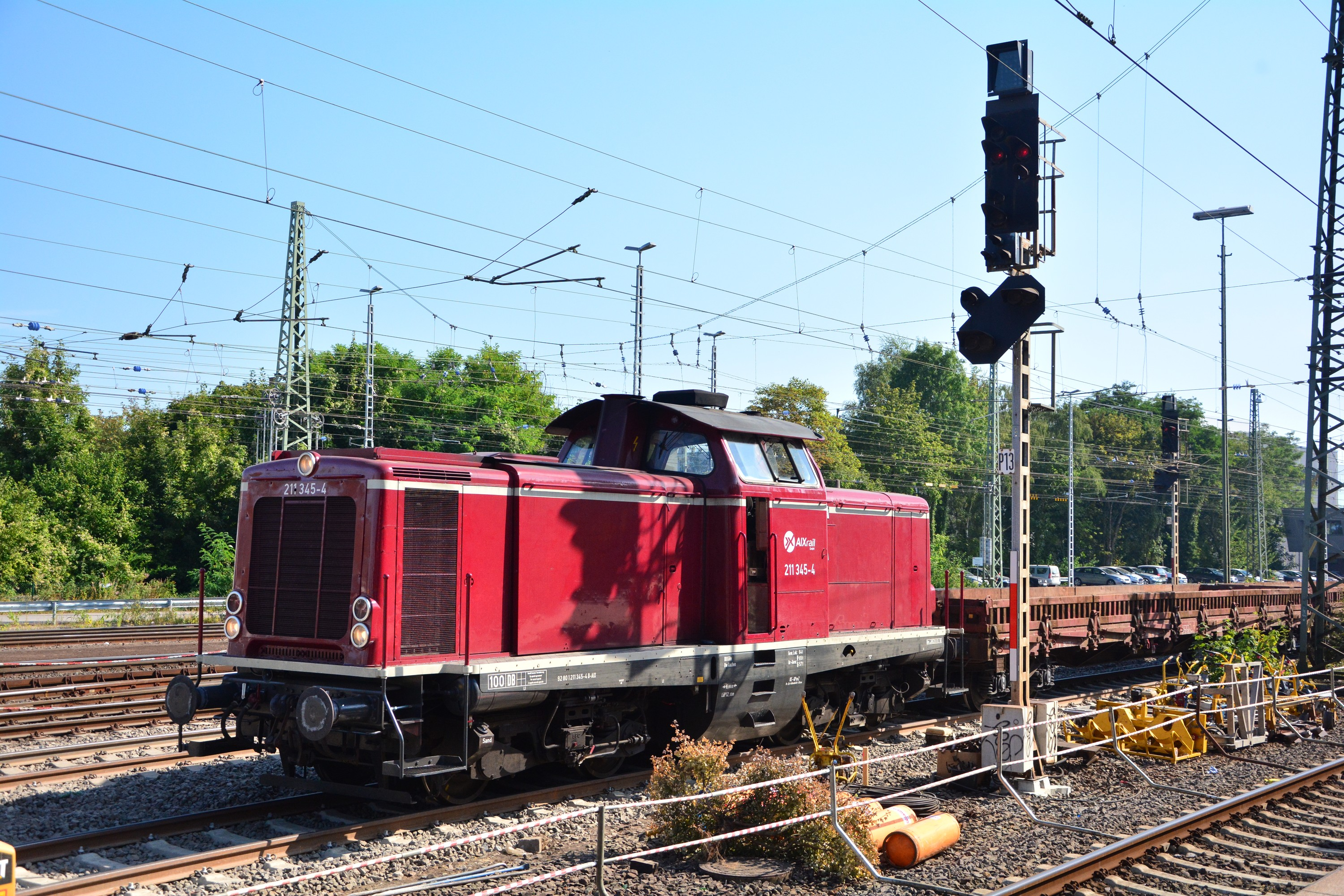
211 345 – eine bei Jung gebaute Lok der DB-Baureihe V 100

Zwischen 1938 und 1943 war Jung am Bau der Wehrmachtslokomotiven WR 200 B 14 (spätere V 20 der DB) und WR 360 C 14 (spätere V 36) beteiligt. Ein erhaltenes Exemplar einer bei Jung gebauten WR 200 B 14 ist die V 20 020 der Arbeitsgemeinschaft Historische Eisenbahn in Segeste.
Nach dem Zweiten Weltkrieg versuchte Jung, sich in Anlehnung an die WR 360 C 14 mit den Typen R 361 C und R 362 C ein neues Standbein im Diesellokomotivbau zu schaffen. Von diesen regelspurigen Loks (ERR-Baureihe 4211) konnten jedoch nur insgesamt 42 Maschinen an die Ägyptischen Staatsbahnen verkauft werden. Nennenswerte Erfolge erzielte Jung erst mit den neuen Industrietypen RK 20 B und R 40 C.
- DN 233: Hierbei handelt es sich um eine zweiachsige Diesellokomotive für den Rangierbetrieb. Die ersten drei Maschinen entstanden 1939 und 1943, weitere sechs folgten zwischen 1950 und 1961.[8]
- VN 234: Zweiachsige Rangierlok, 9 Exemplare, Bauzeit 1939 bis 1958.[9]
- ZN 233: Zweiachsige Rangierlok, 15 Exemplare, Bauzeit 1939 bis 1958.[10]
- RK 8 B: Zweiachsige Lok der Achsfolge B, Länge über Puffer (LüP) 5770 mm, Dienstmasse 15 t, Leistung 58 kW. Die Maschine mit der Fabriknummer 14128 wurde 1972 als Lok 1 an die Portlandzementfabrik in Bonn-Oberkassel ausgeliefert. Seit 2005 läuft die Lok als D 8 bei der Brohltalbahn.[11]
- RK 12 B: Achsfolge B, 6880 mm lang, Dienstmasse 24 t, Leistung 88 kW. Die Maschine mit der Fabriknummer 12749 wurde 1957 an die Monopolverwaltung für Branntwein in Berlin-Reinickendorf geliefert.[6]
- RK 15 B: Der zweiachsige B-Kuppler ist über Puffer 6450 mm lang, er hat eine Dienstmasse von 24 t und leistet 110 kW. 1960 erhielt die West-Berliner Bewag für ihr Kraftwerk Oberhavel ein Exemplar (Fabriknr. 13284, Betriebsnr. 2).[12]
- RK 20 B: B-gekuppelte Diesellokomotive mit endständigem Führerstand, 1952 wurde eine solche Maschine als Nr. 5 von der Gelsenberg-Benzin AG in Gelsenkirchen-Horst erworben.[7] Die Osthavelländische Eisenbahn (OHE) in Berlin-Spandau hatte mit der DL 2 ebenfalls eine RK 20 B in ihrem Bestand,[13] eine weitere (Betriebsnummer 3) ging 1953 an die Industriebahn Neukölln.[5]
- RC 24 B: Die Loks 5 bis 7 des Berliner Gaswerks Mariendorf waren B-gekoppelte Maschinen dieses Typs. Sie wurden 1966 und 1968 gebaut, waren über Puffer 6840 mm lang, hatten eine Dienstmasse von 30 t und leisteten 184 kW.[5]
- R 30 B
- R 30 C: Einer der C-Kuppler mit endständigem Führerstand wurde 1956 an die Birkenfelder Eisenbahn ausgeliefert, ein weiterer 1959 an die Merzig-Büschfelder Eisenbahn. Insgesamt wurden elf Lokomotiven dieses Typs gebaut.[7]
- R 40 C: Die dieselhydraulische Lok mit Mittelführerstand und der Achsfolge C ist über Puffer 9800 mm lang, ihr Dienstgewicht beträgt 45 t. Angetrieben wird sie von einem aufgeladenen MAN-Dieselmotor W8V 17,5/22A mit einer Leistung von 440 PS. Die Kraftübertragung erfolgt mittels Blindwelle und Kuppelstangen. Die Höchstgeschwindigkeit beträgt 60 km/h.
Am 15. Juni 1956 lieferte Jung eine solche Maschine zu einem Preis von 240.950 DM an das Bundesministerium der Verteidigung. Da die Bundeswehr der R 42 C den Vorzug gab, blieb die Lok mit der Nr. 12348 dort ein Einzelstück.[14]
Die Berliner Verkehrsbetriebe (BVG) übernahmen in den 1980er Jahren für die damals kommunal betriebene Berliner S-Bahn vier Lokomotiven dieser Bauart. Sie waren vorher bei den Hafen- und Bahnbetrieben der Stadt Krefeld (BVG Nr. 5073, Baujahr 1959 und BVG 5074, Bj. 1958), der Tecklenburger Nordbahn (BVG 5075, Bj. 1956) sowie der Bremervörde-Osterholzer Eisenbahn (BVG 5076, Bj. 1959) eingesetzt.[15]
- R 42 C: Die Lok unterscheidet sich von der R 40 C vor allem durch den um sechzig Zentimeter verkürzten Radstand.[16] Sie war hauptsächlich für den Rangiereinsatz im Werksdienst vorgesehen. Von der Maschine wurden zwischen 1955 und 1962 42 Exemplare gebaut.
 Mit sieben übernommenen Lokomotiven war die Bundeswehr größter Abnehmer der R 42 C. Die Siegener Kreisbahn und die Kleinbahn Weidenau–Deuz erhielten je vier Exemplare, die Freie Grunder Eisenbahn eines.[17] Mit der DL 3 kam 1955 eine R 42 C zur OHE nach West-Berlin.[13]
- RC 43 C: Achsfolge C, LüP 8640 mm, Dienstmasse 48 t, 305 kW. 1970 erwarb die Industriebahn Neukölln als Lok 5 die Maschine mit der Fabriknummer 14040.[18]
- R 60 D: Vierachsige Stangenlokomotiven mit einer LüP von 9900 mm, 60 t Dienstmasse und einer Leistung von 650 kW. Die OHE erhielt von Jung die Maschinen Nr. 4 (1960), 5 (1963) und 6 (1966).[13]
- RC 70: Die RC 70 ist eine vierachsige Drehgestelllokomotive mit der Achsfolge B’B’. Sie ist 12.240 mm lang, 76 t schwer und leistet 773 kW. Das Einzelstück wurde im Juni 1972 von der OHE in Dienst gestellt.[13]

Weitere regelspurige Bauarten waren die ZN 113, VN 234, RK 11 B und RK 24 B.

Wie andere Lokomotivfabriken baute Jung auch Kleinlokomotiven der Leistungsgruppe II (Kö II und Köf II; interne Bezeichnungen NDR 130 und VN 134) sowie Loks der DB-Baureihen Köf III, V 90 und V 100.

### Diesel-Rangierschlepper bzw. -Verschiebeböcke
- EN 112: auch für Spurweite 1524 mm, LüP 4250 mm, Achsstand 1600 mm, Gewicht 5 t, 10/11 PS, Baujahre 136–60, 16 Exemplare
- EN 113: LüP 4800 mm, Achsstand 2000 mm, Gewicht 8 t, 22/24 PS, Baujahre 1937–62, 31 Exemplare
- ZN 113: 24 PS, Dreiganggetriebe, Dienstgewicht wahlweise 6 t, 7,5 t oder 9 t. Eine 1941 an ein Sägewerk in Neuhaus an der Pegnitz gelieferte Maschine dieses Typs ist dort auf dem Gelände einer Brauerei ausgestellt.[7]

### Elektrolokomotiven

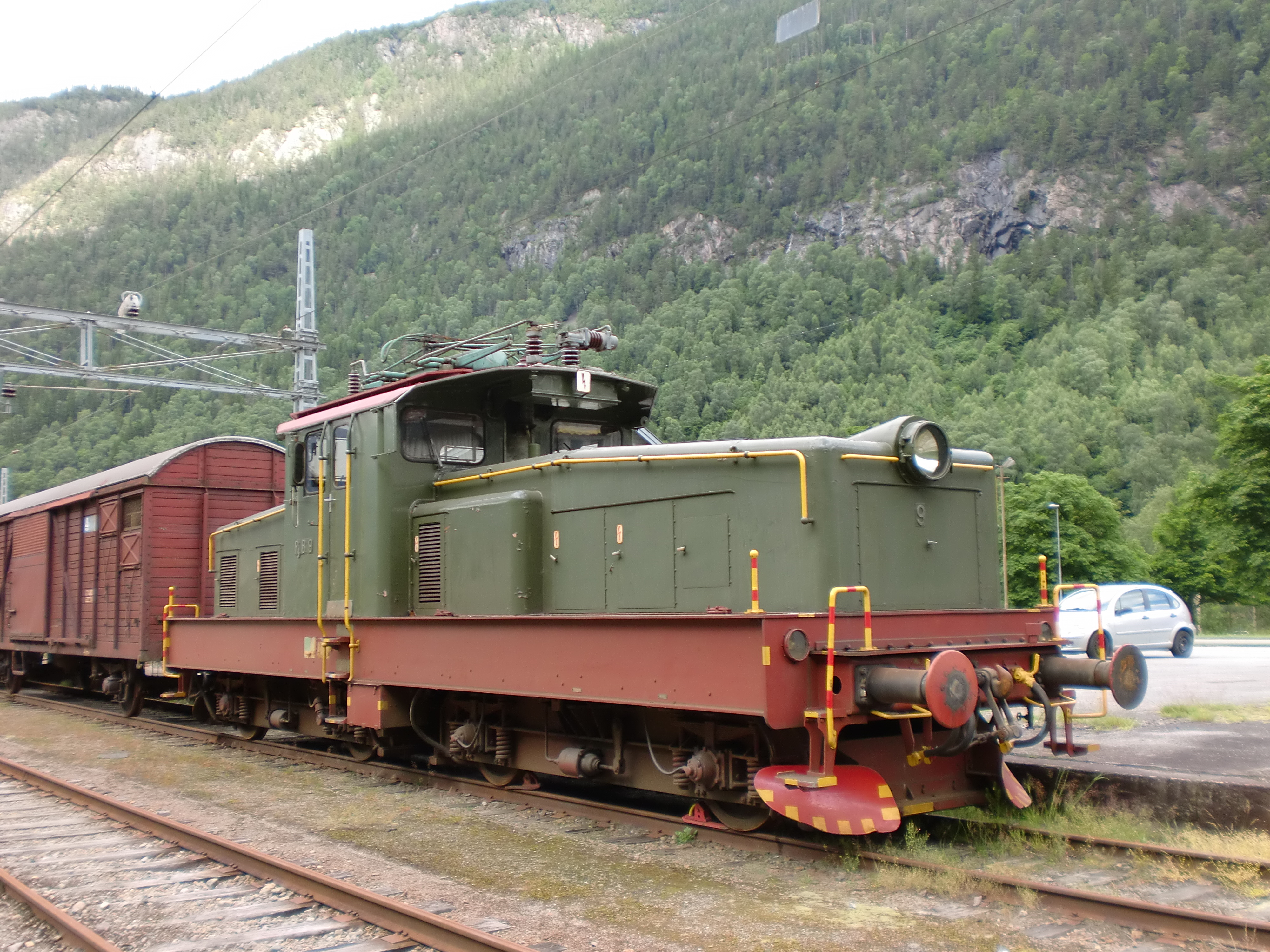
Elektrolokomotive Nr. 9 der Rjukanbanen

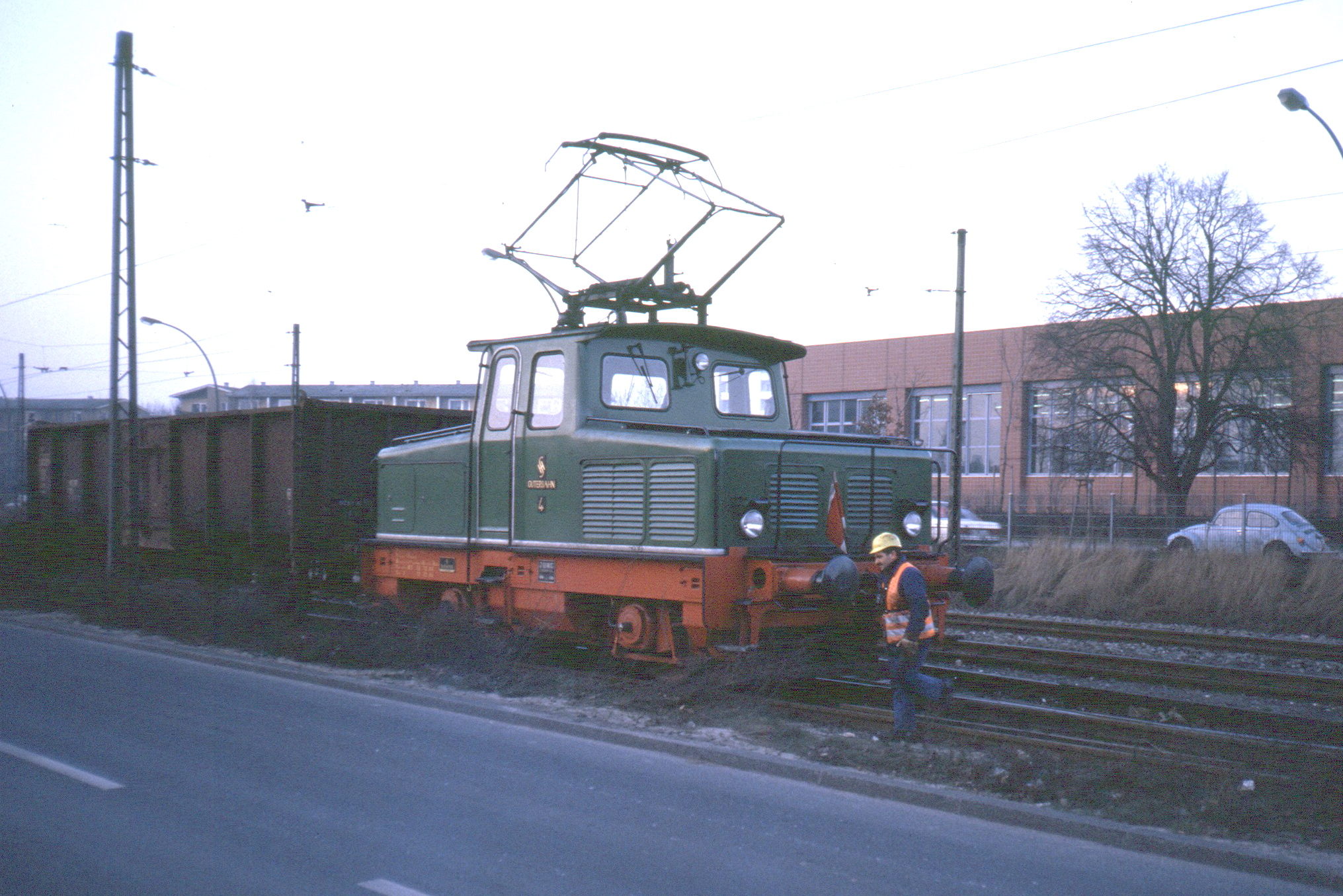
Lok 4 der Siemens-Güterbahn mit Thyristor-Impulssteuerung, 1988

1958 baute Jung in Zusammenarbeit mit der Société Anonyme des Ateliers de Sécheron für die norwegischen Rjukanbanen (Rj.B.) zwei Elektrolokomotiven, die die Betriebsnummern 9 und 10 erhielten.
Die Siemens-Güterbahn in Berlin-Siemensstadt erhielt im Dezember 1965 von Jung eine zweiachsige Elektrolok. Das zweimotorige Fahrzeug mit der Fabriknummer 13832 und der Betriebsnummer 4 war die erste fahrdrahtabhängige Lokomotive mit Thyristor-Impulssteuerung. Sie wurde mit einer Gleichspannung 550 V betrieben, hatte eine Stundenleistung von 238 kW, war 7,6 m lang und wog 42 t.

### Zweikraftlokomotiven
Mit der Fabriknummer 12800 lieferte Jung 1957 eine Zweikraftlokomotive, die elektrisch unter Fahrdraht wie auch dieselelektrisch fahren kann, an den Gemeinschaftsbetrieb Eisenbahn und Häfen in Duisburg-Hamborn aus. Die mit der Nummer EH 107 eingesetzte Lok ist beim Deutschen Werkbahnmuseum in Aschersleben erhalten. Die Schwestermaschine EH 116 des Typs ED 80 t aus dem Jahr 1959 trägt die Fabriknummer 13065.

## Erhaltene Lokomotiven
Es sind weltweit noch etwa 281 Arnold Jung-Dampflokomotiven vorhanden, darunter die folgenden:
| Gebaut | Werks Nummer     | Rad Anordnung                | Herkunft                                                                                         | ID                              | Aktueller Standort                       | Hinweise | Foto |
| ------ | ---------------- | ---------------------------- | ------------------------------------------------------------------------------------------------ | ------------------------------- | ---------------------------------------- | --- | ---- |
| 1892   | 129              | B n2t                        | Reykjavík Harbour Railway                                                                        |                                 | Árbær Museum                             | Pionér steht in einem Schuppen im Museum – 1910 umgebaut und mit neuer Nr. 1591 versehen |      |
| 1892   | 130              | B n2t                        | Reykjavíker Hafenbahn                                                                            |                                 | Reykjavíker Hafen                        | Minør steht auf einem sehr kleinen Gleisabschnitt im Reykjavíker Hafen |      |
| 1903   | 707–716, 804–808 | C'1 n2t                      | Otavi Minen- und Eisenbahn-Gesellschaft                                                          | 1–15                            | Tsumeb, Namibia                          | South West African Jung, Sockel |      |
| 1906   | 939              | B n2t (Rahmentanklokomotive) | Eine Kieswäscherei in Maeseyck                                                                   | Justine                         | Toddington Narrow Gauge Railway          | 1974 von einer Gruppe Enthusiasten von einem belgischen Händler gekauft. 1995 kurzzeitig nach Belgien zurückgekehrt, um an einer erhaltenen Eisenbahn zu arbeiten. Im Jahr 2008 arbeiteten alle „Santa Specials“ auf der Lynton and Barnstaple Railway.                                           |      |
| 1906   | 964              | 1'C1'                        | Hejaz Railway                                                                                    | 964                             | Mada'in Saleh, Saudi-Arabien             | In einer Werkstatt eines Eisenbahnmuseums am Eingang des Mada'in Saleh Weltkulturerbe. |      |
| 1908   | 1261             | C1' (Rahmentanklokomotive)   | Mecklenburgisch-Vorpommersche Schmalspurbahn (MPSB) Nr. 5 / Deutsche Reichsbahn (DR) Nr. 99 3353 | Graf Schwerin-Löwitz            | Bahnhof Pont-y-Pant                      | Die Brecon Mountain Railway verläuft von Pant, in der Nähe von Merthyr Tydfil. |      |
| 1913   | 2008             |                              |                                                                                                  |                                 | Fiabilandia (Rimini)                     | Wird als Kinderattraktion in der Nähe der Parkstation genutzt. |      |
| 1917   | 2279             | B’B n4vt (Mallet)            | Ceper Baru Zuckerfabrik, Java                                                                    | Tjepper Nr. 5                   | Statfold Barn Railway                    | |      |
| 1925   | 3698             | B n2t                        | Der Basalt-Steinbruch in der Nähe des Dorfes Kausen.                                             | RLJ 2 „A. Dahl“                 | Risten-Lakvik Eisenbahnmuseum            | Kam 1971 nach Schweden, wo es 1975 in die Hände des Risten-Lakvik Eisenbahnmuseums gelangte, wo es seit 1979 im Sommer Touristenzüge betreibt. 2017 wurde es bei Statfold Engineering einer umfassenden Renovierung unterzogen, die 2020 abgeschlossen wurde und seit 2021 wieder im Einsatz ist. |      |
| 1926   | 3534             | D1'h2-t                      | SHS RU 8                                                                                         | JDŽ 83-052                      | Šarganska osmica                         | |      |
| 1931   | 3872             | C n2t                        | Wird auf Zuckerplantagen in Kamerun verwendet.                                                   | Nr. 2, KATIE                    | Bredgar and Wormshill Light Railway      | |      |
| 1937   | 7509             | B n2t                        |                                                                                                  | Ginette Marie                   | Im Lager im Strumpshaw Hall Steam Museum | Basierend auf der Llanberis Lake Railway von Dezember 1971 bis Februar 1980. |      |
| 1939   | 8692             |                              |                                                                                                  | 41 303 41 1303-1 Hei Na Ganzlin | Openair-Bahnhofsmuseum Röbel/Müritz      | Rekolok, nur Teile der Lokomotive sind noch vorhanden |      |
| 1940   | 9318             |                              |                                                                                                  | 41 360 042 360-8                | Dampflok-Tradition Oberhausen            | Ölgefeuert |      |
| 1941   | 9322             |                              |                                                                                                  | 41 364 042 364-0                | Augsburg Railway Park, Augsburg          | Ölgefeuert, neuer Typ Kessel 1961, Museumslokomotive |      |
| 1942   | 9933             | B n2t                        |                                                                                                  |                                 | Merrimac, Wisconsin                      | Verfallen |      |
| 1944   | 10175            | 1'D1' n2t                    | Rhein-Sieg Eisenbahn (RSE)                                                                       | 53                              | Bröltalbahn                              | |      |
| 1952   | 11474            | 1'C1'                        |                                                                                                  | 23 019 023 019-3                | DDM                                      | Museumslokomotive |      |
| 1952   | 11969            | 1'C1'                        |                                                                                                  | 23 029 023 029-2                | Ostalbkreis                              | Aalen Gewerbe Schulzentrum, Denkmal |      |
| 1955   | 12081            | 1'D1'                        | Hedschas-Jordanien-Bahn                                                                          | 51                              | Hedschas-Jordanien-Bahn                  | |      |
| 1959   | 13113            | 1'C1'                        | DB AG                                                                                            | 23 105 023 105-0                | Süddeutsches Eisenbahnmuseum (SEH)       | Letzte Dampflok an die DB ausgeliefert; beim Großbrand am 17. Oktober 2005 beschädigt, für 10 Jahre an SEH zur Schönheitsrestaurierung ausgeliehen |      |